# طغرل بیک
طغرل بیک ابوطالب محمد بن میکائیل (۳۸۵ ه‍.ق / ۹۹۳ م – ۲ رمضان ۴۵۵ ه‍.ق / ۴ سپتامبر ۱۰۶۳ م) پایه‌گذار امپراتوری سلجوقی بود که از ۴۲۹ تا ۴۵۵ ه‍.ق بر قلمرویی مشتمل بر ماوراءالنهر، خراسان بزرگ، فلات ایران و سرزمین‌های همجوار همچون قفقاز جنوبی، عراق، بخشی از آناتولی و نیز قسمتی از ارمنستان بزرگ حکومت کرد. سلجوقیان تحت سلطنت او، با ایجاد تسلط سیاسی بر خلافت عباسی در بغداد، رهبری جهان اسلام را به دست گرفتند.
سلجوقیان پس از مرگ رهبران خود یعنی اسرائیل و میکائیل، به فرمان طغرل درآمدند و تحت رهبری او و برادرش چغری بیک به گسترش قلمروی خود پرداختند. طغرل در سال ۴۲۹ ه‍.ق (۱۰۳۷ م) از سوی بزرگان سلجوقی به‌عنوان سلطان برگزیده شد و به نام او خطبه خوانده شد. پس از مرگ محمود غزنوی و قدرت‌گیری سلطان مسعود، سلجوقیان به رهبری طغرل، در چند مرحله با غزنویان جنگیدند که سرانجام با پیروزی سلجوقیان در نبرد دندانقان در سال ۴۳۱ ه‍.ق، طومار غزنویان در خراسان بزرگ و نواحی اطرافش پیچیده شد و سلجوقیان به‌عنوان قدرتی جدید وارد فلات ایران شدند. در این میان، طغرل با استقرار در نیشابور به‌عنوان پایتخت، مشغول به گسترش سرزمین خود به کمک برادر و خویشانش شد و سلسلهٔ سلجوقیان را پایه‌گذاری کرد. طغرل پس از نبرد دندانقان، با همراهی با سران سلجوقی در ارسال نامه‌ای به نزد القائم بامرالله، خلیفهٔ عباسی، و درخواست منشور حکومت و دریافت پاسخ مساعد خلیفه، آغازگر رابطه‌ای مهم میان دو حکومت شد. او در فاصله سال‌های ۴۴۶–۴۳۲ ه‍.ق، با توسل بر لشکرکشی و اعمال زور و یاری ابراهیم ینال، مناطق وسیعی از سرزمین ایران شامل عراق عجم و جبال را تصرف کرد و به حکومت آل بویه در این سرزمین پایان داد. او در پی فتح ری و بازسازی آن، این شهر را پایتخت خویش قرار داد؛ اما پس از تسخیر اصفهان در سال ۴۴۳ ه‍.ق، اصفهان را به پایتختی خویش برگزید. سپس او با حمله به آذربایجان، این سرزمین را تحت فرمان خود درآورد و در ادامه، با لشکرکشی به ارمنستان بیزانس و سرزمین‌های روم شرقی، قلمروی سلجوقیان را گسترش داد.
طغرل در سال ۴۴۷ ه‍.ق، با قبول دعوت خلیفه عباسی برای سفر به بغداد، صفحهٔ جدیدی را در روابط سلجوقیان و عباسیان گشود و با سلسله اقداماتش در آنجا، جایگاهی بلندی را به‌دست‌آورد. وی در بین سال‌های ۴۵۱–۴۴۷ ه‍.ق، با به بند کشیدن ملک رحیم بویه‌ای، حکومت آل بویه در عراق عرب را برانداخت و خطبه به نامش در آن مناطق خوانده شد؛ سپس او به بازسازی بغداد پرداخت و با ازدواج دختر چغری بیک با خلیفه، روابط حکومتش را با خلافت عباسی مستحکم کرد. سپس ناحیه جزیره را نیز تصرف نمود. او طغیان دوبارهٔ برادرش ابراهیم ینال را با شکست و کشتنش در نبرد، درهم کوبید. سپس به جنگ ارسلان بساسیری، امیر حامی خلافت فاطمیان، رفت و وی را نیز سرکوب نمود. طغرل در فاصله سال‌های ۴۵۵–۴۵۲ ه‍.ق، با وجود مخالفت خلیفه، با دختر خلیفه ازدواج کرد که البته با اتفاقات و مشکلات فراوانی انجام شد و سرانجام طغرل در سال ۴۵۵ ه‍.ق بدون جانشین درگذشت و سرزمین پهناوری را برای آیندگان بر جای گذاشت.
طغرل را شخصیتی مذهبی معرفی کرده‌اند که بناهای متعددی، از جمله، مسجد و مدرسه ساخت و با تعصبی که در مذهب حنفی داشت، به همراه وزیرش عمیدالملک کندری، عرصه را بر دیگر مذاهب اسلامی تنگ کرد. برخی منابع، او را دارای شخصیتی عادل و بیزار از خون‌ریزی معرفی نموده‌اند؛ هر چند در برخی منابع دیگر نیز به رفتارهای ظالمانه و ناشایست او و سپاهیانش اشاره شده است. یکی از عوامل موفقیت طغرل، شخصیت عمیدالملک کندری بود که با ارائهٔ راهنمایی و ایده‌های ایرانشهری خویش، سهم فراوانی در پیشرفت طغرل داشت.
میراث طغرل، ایدهٔ حکومتی اوست که از ترکیب نظام سیاسی ترکان با نظام ایران‌شهری و کسب مشروعیت مذهبی از سوی خلافت عباسی پدید آمده بود و با معرفی یک تن به‌عنوان قدرت مطلق و برتر، باعث پدیدار شدن مقام سلطان در قالبی جدید، با اختیار و اقتدار فوق‌العاده‌ای بود که حتی بر قدرت دنیوی خلیفه سایه انداخته، و تنها زعامت روحانی او را به رسمیت می‌شناخت. تأثیر این اقدام طغرل در تصمیم‌گیری‌ها و درخواست‌های مرتبط با خلیفه قابل مشاهده است که خلیفه را به دلیل محدودیت قدرت، و وابستگی‌اش به طغرل، به قبول تمام خواسته‌های وی مجاب می‌کرد و حتی قدرت مخالفتش را سلب می‌نمود که این امر را می‌توان به علت وجود دیوانیان و وزیر ایرانی در دستگاه حکومتی طغرل دانست.

## پیشینهٔ نیاکان طغرل
تاریخ سیاسی و نظامی ترکان سلجوقی با ورود سَلجُک (سلجوق) به درگیری‌های سیاسی و نظامی در سرزمین‌های واقع در شمال شرق دریای خزر و شمال ماوراءالنهر در نیمهٔ دوم سدهٔ چهارم ه‍.ق آغاز شد.

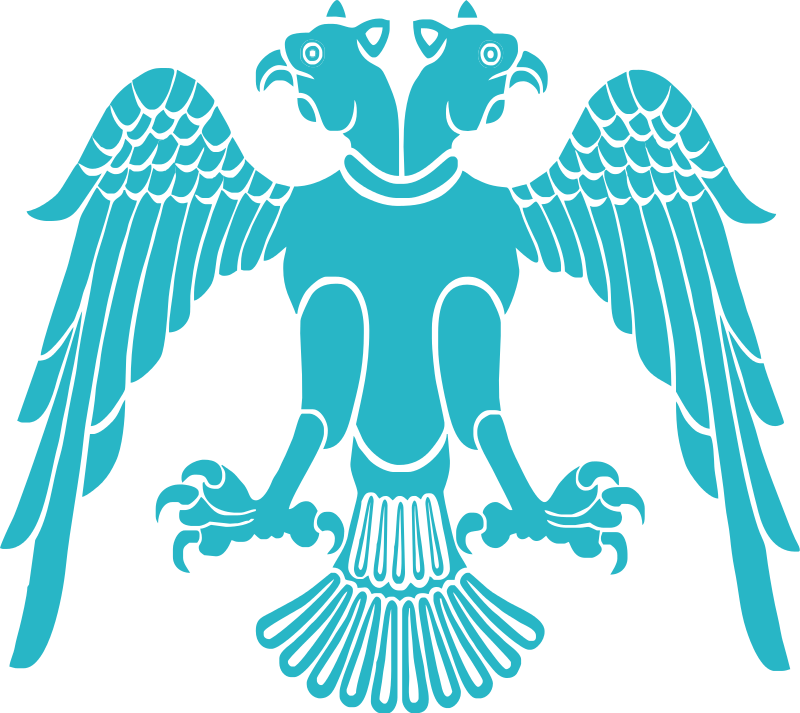
نماد دودمان سلجوقی

پس از سلجوق، پسرانش اسرائیل، موسی یبغو و میکائیل به همراه فرزندان میکائیل که طغرل بیک و چغری بیک بودند، وارد چرخهٔ نزاع‌ها و درگیری‌هایی که در ماوراءالنهر و خوارزم در جریان بود شدند و در خدمت کسانی مانند سامانیان که به آنان اطمینان برخورداری از مراتع برای احشام‌شان را می‌دادند، درمی‌آمدند و حتی در برابر دیگر ترکان پایداری می‌کردند. در اواخر دورهٔ سامانیان وقایعی روی داد و عده‌ای از ترکان برای جنگ با دیگر ترکان، در ابتدا به امیر سامانی یاری رسانده و دشمنانش را شکست دادند، اما در ادامهٔ راه به سامانیان خیانت کرده و از آنان روی گردانیدند؛ بحث‌هایی پیرامون نقش خاندان سلجوق و دیگر ترکان در این زمینه شکل گرفته که در بعضی انگشت اتهام به سمت سلجوقیان دراز شده و در برخی دیگر، آنان را تبرئه کرده‌اند. پس از گذر از دورهٔ سامانیان، سلجوقیان به اطاعت از قراخانیان روی آوردند و در خدمت آنان درآمدند و به زندگی کوچ‌نشینی خود ادامه داده و قدرت خود را افزایش دادند. آل سلجوق با شخصی از قراخانیان به نام علی تگین همکاری کردند و او را در تصرف بخارا در سال ۴۱۱ ه‍.ق، یاری رساندند و سپس یکی از بزرگان سلجوقیان به وصلت با دختر علی تگین اقدام نمود که به دریافت جایگاهی ممتاز در حکومت علی تگین منجر شد.
از سمت دیگر، محمود غزنوی با بهره‌گیری از اغتشاشاتی که در قلمرو قراخانیان در جریان بود، به این بهانه که ستم‌دیدگان را از ظلم علی تگین رهایی بخشد و در حقیقت آرزوی خویش را محقق کند و در آن سوی جیحون حضور یابد و علی تگین را که بر بخارا و سمرقند تسلط داشت سرکوب کند، به آن ناحیه لشکرکشی نمود. با ورود او به ماوراءالنهر، علی تگین به بیابان‌ها گریخت و متحدش اسرائیل بن سلجوق نیز پنهان شد. بر اساس روایات مختلف، اسرائیل با اطلاع سلطان محمود غزنوی از مخفیگاهش دستگیر شد و به سوی غزنین و سپس به سمت هند فرستاده شد و تا پایان عمر در آنجا بود. اما بنا بر دیگر روایات موجود، محمود یکی از برادران را برای حضور در بارگاهش دعوت نمود که اسرائیل به علت تقدم و ارشد بودن، به این دعوت رفت و در آغاز نیز محمود با او به گرمی و مهربانی و با احترام برخورد نمود و لشکریان فراوانش را نیز بازگرداند؛ اما با اطلاع بر قدرت روزافزون سلجوقیان و تعداد پرشمار آنان، او را که رهبر سلجوقیان بود، به همراه یارانش دستگیر نمود و در قلعه‌ای در هند جای داد؛ و اسرائیل در همان‌جا جان سپرد. محمود برای جلوگیری از شورش و قیام سلجوقیان، به آنان اطمینان داد که این واقعه تصادفی و موقتی است و به زودی رفع می‌شود. خاندان سلجوقی نیز در ابتدا قصد خروج بر علیه محمود را داشتند، اما به واسطهٔ پیام او و همچنین قدرت و هیبت محمود غزنوی از این کار منصرف شدند.

### ورود سلجوقیان به خراسان و تصاحب قدرت

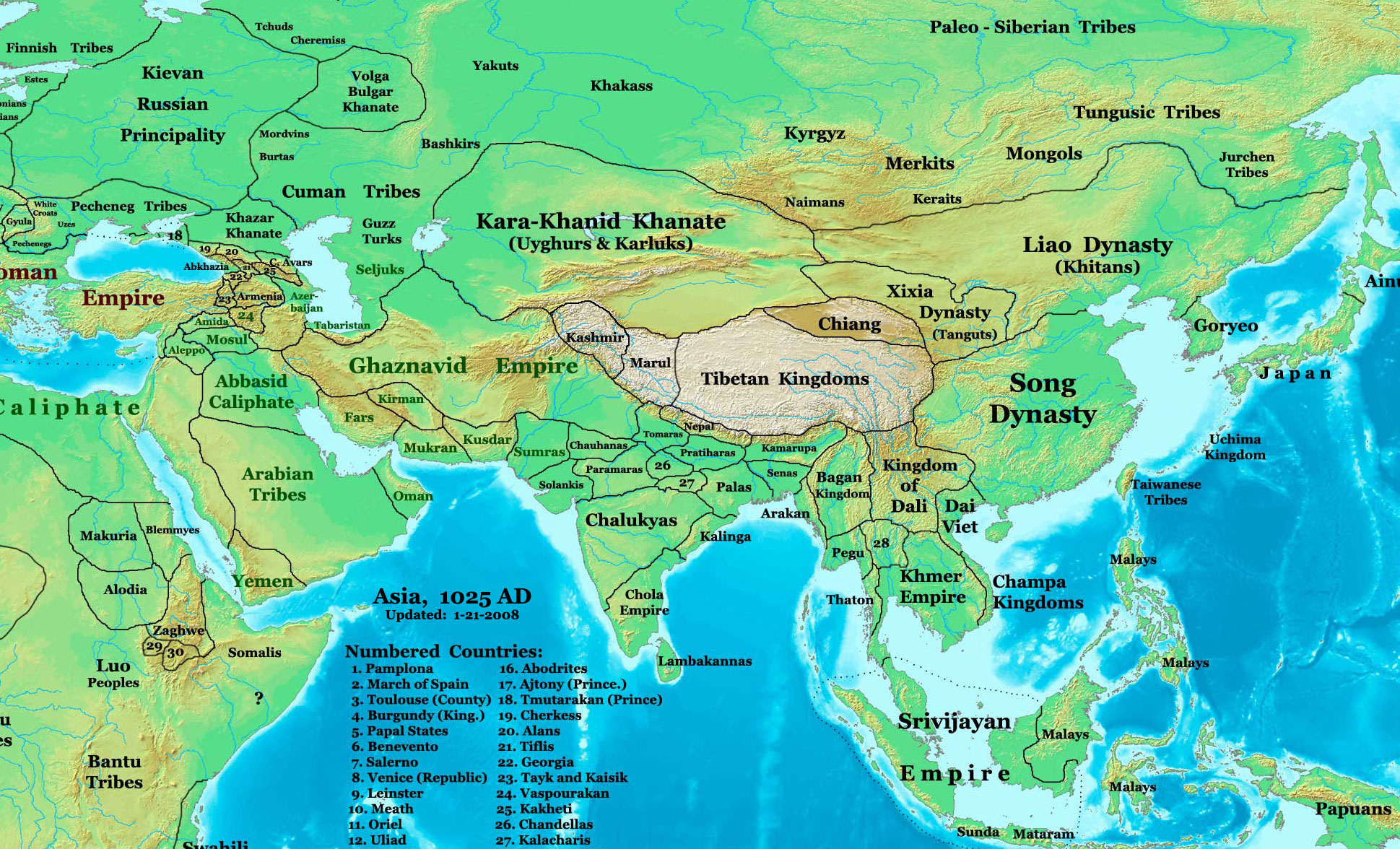
قلمروهای حکومتی در ۴۱۷ ه‍.ق/ ۱۰۲۵ میلادی در آستانه ورود سلجوقیان به فلات ایران

ترکان سلجوقی از سلطان محمود غزنوی درخواست نمودند تا به آنان اجازه دهد که در خراسان ساکن شوند، و از امکانات محیطی آن بهره ببرند؛ زیرا در مکانی که حضور داشتند، از تنگی چراگاه و ستم امیران وابسته به حکومت‌های مختلف در عذاب بودند. محمود نیز به واسطهٔ لشکر قدرتمند خویش، غرور خود و با تصور منهدم شدن قدرت سلاجقه با مرگ رهبرشان، نصایح و مشورت‌های اطرافیانش را نادیده گرفت و به ترکمانان اجازهٔ حضور در خراسان را ابلاغ نمود. آنان به واسطهٔ این اجازه از رودخانهٔ جیحون عبور نمودند و در بیابان سرخس، فراوه و باورد سکونت گزیدند. روایتی نیز اقامت آنان میان نسا و ابیورد را مطرح می‌کند. یکی از مخالفان سرسختِ این تصمیمِ محمود، ارسلان جاذب امیر طوس بود که به مخالفت علنی با این تصمیم پرداخت، اما محمود به هشدارهای او وقعی ننهاد و او را «سختگیر» خواند. عده‌ای نیز نیروی قابل اتکای ترکمانان و درآمد حاصل از حضورشان در خراسان را از دلایل موافقت سلطان محمود با این امر بیان می‌دارند. بدین ترتیب ترکمانان در خراسان اسکان یافتند و از چراگاه‌های گسترده و نعمت‌های فراوان آن بهره جستند. اما پس از مدتی اقدام به چپاول و طغیان کردند. مردم از آنان به سلطان محمود شکایت بردند و سلطان نیز به ارسلان جاذب فرمان سرکوب آنان را داد؛ اما او نتوانست بر اوضاع مسلط شود در نتیجه سلطان در نامه‌ای دیگر او را سرزنش نمود. اما ارسلان خواستار حضور سلطان محمود در آنجا جهت سرکوب ترکمانان شد و محمود نیز با آزردگی و خشم فراوان در سال ۴۱۹ ه‍.ق به سمت طوس حرکت کرد. سلطان پس از دیدار با ارسلان در جریان مشکلات و وقایع قرار گرفت و نیرویی فراوان را در اختیار ارسلان قرار داد تا سلجوقیان را سرکوب نماید و ارسلان نیز در نبردی در نزدیکی رباط فراوه، آنان را شکست داد. در جریان این شکست عده‌ای از آنان کشته و عده‌ای اسیر شدند و بقیه نیز به سوی بلخان و دهستان (در جنوب و غرب خوارزم) گریختند. با وجود این شکستِ سخت، ترکمانان کاملاً از میان نرفتند و در انتظار نشستند، تا بار دیگر به سرزمین‌های گذشته بازگردند. پس از مرگ سلطان محمود، سلجوقیان امیدوار شدند که به خراسان بازگردند و در این راه با نامه‌نگاری‌هایی به سلطان مسعود و قبول تعهداتی، وارد آن سرزمین‌ها شدند. آنان پس از مدتی اقدامات خود را از سر گرفتند و به تاخت و تاز و غارت در خراسان پرداختند. یکی از مواردی که موجب پیشرفت کار آنان شد، عدم توجه کافی سلطان مسعود به خطر واقعی آنان و تمرکزِ او بر روی هند بود که در پایان موجب شکست سنگین مسعود و مرگ او شد. ترکان سلجوقی در چندین جنگ در ایالات مختلف به رویارویی با مسعود پرداختند و هر بار موجب هزیمت او یا عاملانش شدند.

## آغاز کار طغرل و درگیری با مسعود غزنوی

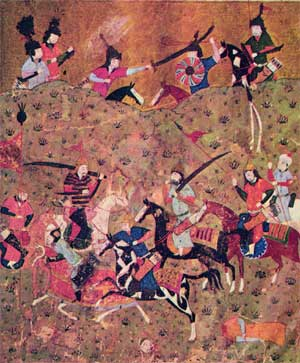
نبرد دندانقان میان سلجوقیان و غزنویان

نخستین ردپای طغرل در تاریخ سیاسی سلجوقیان را می‌توان در نگارش نامه‌ای از طغرل به همراه یبغو و داوود، به ابوافضل سوری دانست، که در آن با تقاضای میانجیگری بین آنان و سلطان مسعود و شرح وضعیت ناگوار خود، ولایت نسا و فراوه را در ازای ارسال یکی از سران خود به عنوان گروگان، از مسعود غزنوی درخواست نمودند. آنان همچنین متعهد شدند که جلوی تاخت و تاز ترکمانان عراقی و خوارزمی را گرفته و از سربرآوردن شورشیان در بلخان کوه، دهستان، اطراف خوارزم و جیحون جلوگیری نمایند. پس از انجام این نامه‌نگاری و مجموعه حوادث و جنگی که در واکنش مسعود به درخواست سلجوقیان به سال ۴۲۶ ه‍.ق/۱۰۳۴ م در نزدیکی نسا رخ داد، این شهر به نام طغرل قرار گرفت. عده‌ای نیز این سال را مصادف با فتح نیشابور و سرخس توسط طغرل و چغری می‌دانند. در سال ۴۲۹ ه‍.ق/۱۰۳۷ م، نبرد دیگری میان قوای سلجوقی و غزنوی در نزدیکی سرخس رخ داد که به شکست سخت غزنویان، برتری نظامی سلجوقیان در خراسان و انحطاط لشکر غزنوی در برابر آنان منجر شد. طی سال‌های ۴۲۸ و ۴۲۹ ه‍.ق سلجوقیان بر تمام خراسان بزرگ جز بلخ تسلط یافتند.
پس از تسلط بر خراسان، سلجوقیان در سال ۴۲۹ ه‍.ق/۱۰۳۷ م طغرل را به ریاست خویش برگزیدند و به نام او به عنوان نخستین سلطان سلجوقی خطبه خوانده شد. ابراهیم ینال، برادر ناتنی طغرل، نیشابور را با انجام رایزنی‌هایی و به وسیلهٔ دویست سوار فتح کرد و در نخستین جمعهٔ پس از ورود به نیشابور، در مسجد جامع به نام طغرل خطبه خواند. مدتی بعد نیز طغرل در میان استقبال بزرگان نیشابور وارد آن شهر شد و پس از اقامت در باغ شادیاخ، بر تخت سلطنت مسعود غزنوی تکیه زد. برخی نیز تاریخ این حوادث را مصادف با سال ۲۹–۱۰۲۸ م می‌دانند. لازم است ذکر شود که چغری بیک پس از فتح نیشابور قصد غارت آن را داشت، اما طغرل با استناد بر درخواست خلیفه از سلجوقیان مبنی بر عدم کشتار و غارت آن شهر و با اتکا به مقام ارشد خویش در میان سلجوقیان، با پرداخت چهل هزار دینار به چغری بیک، رضایت وی را در جهت چشم‌پوشی از نیتش جلب کرد. پس از وقوع دو جنگ — که هر کدام از طرفین درگیر، توانستند در یکی از آن‌ها پیروز شوند — مسعود با تجهیز و آماده‌سازی نیروهای خود در هرات در سال ۴۳۱ ه‍.ق به منظور مقابله با ترکمانان، این شهر را ترک گفته و در تعقیب طغرل به نواحی طوس، باورد و نسا رفت، اما طغرل موفق به فرار شد. سلطان مسعود زمستان سال ۴۳۱ ه‍.ق را در نیشابور سپری کرد و سپس در جهت دستیابی به طغرل از آن شهر خارج شد. شدیدترین و مهم‌ترین نبرد طرفین در دندانقان و در سال ۴۳۱ ه‍.ق صورت گرفت که در طی آن لشکر غزنوی به علل مختلف از جمله غرور مسعود و بی‌توجهی به مشورت اطرافیان، برکنار نمودن خدمتگزاران وفادار، پیوستن عده‌ای از سپاهیان به سلجوقیان و ترغیب دیگر سپاهیان به فرار توسط آنان و علل متعدد دیگر، شکست سختی را متحمل شد و با این شکست کار غزنویان در برابر سلجوقیان به پایان رسید و سلطان مسعود نیز مدتی پس از این واقعه، کشته شد. پس از پیروزی در دندانقان، طغرل به همراه دیگر سران سلجوقی همچون چغری بیک، موسی یبغو و دیگران، با ارسال نامه‌ای به خلیفهٔ عباسی، القائم بامرلله، با بیان سابقهٔ خدمات خویش و همچنین ذکر مشکلات و احوالی که توسط سلطان محمود بر آنان گذشت و بدگویی از سلطان مسعود و همچنین ذکر پیروزی بزرگ خود در برابر سلطان مسعود، منشور سلطنت را از درگاه خلیفه — که دارای قدرت معنوی زیادی بود — درخواست کردند.

## آغاز سلطنت طغرل و تأسیس سلجوقیان
سلجوقیان پس از قدرت‌گیری و آغاز حکومت خود در ایران، تحت تأثیر فرهنگ سیاسی ایران، سیاستی مبنی بر اقتدار حکومت مرکزی و جانشینی فرزند ارشدِ سلطانِ متوفی را برخلاف سنت و عرف ترکان، دنبال کردند که در آینده موجب رویارویی و نزاع بزرگان این خاندان با یکدیگر شد و پیامدهای ناخوشایندی را به همراه داشت. بر اساس سیستم نخستین امپراتوری ترکان، قلمرو و سرزمین‌های امپراتوری، تحت سلطهٔ دو عضو ارشد خاندان حکومتی، با عنوان‌های خاقان و یبغو قرار گرفت، و بر همین اساس، طغرل بیک و چغری بیک داوود، نقش رهبری و هدایت‌کنندهٔ اصلی را بر عهده گرفتند و نام هردو به صورت هم‌زمان در خطبه‌ها ذکر شد و بر سکه‌ها نقش بست. یکی از آنان در نیشابور و دیگری در مرو اسکان داشت. پس از پایان نبرد دندانقان، بزرگان سلجوقی سلطنت طغرل را به رسمیت شناختند و بر اساس سیستم سیاسی ترکان، طغرل مقام خاقان را به چنگ آورد و چغری نیز تحت عنوان یبغو، با وجود اختیار در حوزهٔ قدرت خویش، سروری و حاکمیت سلطان طغرل را قبول کرده و به اطاعت از او گردن نهاد. برخی نیز موقعیت آنان را یکسان می‌دانند. سلجوقیان پس از ورود به ایران، بر اساس سنت خویش مناطق مفتوحه را به عنوان اقامتگاه‌های بزرگ، میان بزرگان خویش و فرمانبران‌شان تقسیم نمودند که پس از تعیین حوزهٔ قدرت هرکدام از بزرگان، افراد به جایگاه‌های خویش گسیل شدند. بر همین اساس هریک از سران سلجوقی و برادران و برادرزادگان، نواحی تحت سلطهٔ خود را دریافت کردند و طغرل در این میان، مالک عراق عجم (مرکز ایران) شد.
ورود ترکمانان به ایران را تنها منحصر به فتوحات، غارت و کسب ثروت نمی‌دانند بلکه معتقدند که آنان برای اقامت دائمی به ایران و سرزمین‌های حاصلخیز آن قدم گذاشتند و پس از آن نیز با آشنایی با اوضاع سیاسی، نظامی و اجتماعی حاکم بر ایران زمین، محدودهٔ آمال خویش را از خراسان فراتر برده و سرزمین‌های ورای مرزهای ایران را در نظر گرفتند. یکی از برهان‌هایی که برای این سخن بیان می‌دارند، برگزیدن لقب سلطان معظم توسط طغرل برای خود است، که نشان از اهداف بلندپروازانهٔ او و تفکراتی داشت که پیاده‌سازی تدریجی آنان را در نظر می‌پروراند. طغرل که سرزمین‌های مختلف را بین اعضای خاندان خود تقسیم کرده بود و از امنیت آن مناطق با وجود نیروهای قابل اعتماد و اتکا، آسوده‌خاطر بود و همچنین اقوامی آماده همچون ابراهیم ینال، نابرادری‌اش، یاقوتی و آلب ارسلان، فرزندان چغری و قتلمش، پسرعمویش و فرزند اسرائیل را در رکاب خویش داشت، در جهت نیل به اهدافش تصرف مناطق مورد نظر خود را کانون توجه خویش قرار داد.

## غرب و مرکز ایران در عصر ورود نخستین سلجوقیان
در سال ۴۳۱ ه‍.ق/۱۰۴۰ م، سرزمین ایران در حال گذران دورهٔ «میان پردهٔ دیلمی» به تعبیر ولادیمیر مینورسکی بود. در این زمان، دودمان‌های دیلمی‌نسب، تحت رهبری شاخه‌های گوناگون آل‌بویه بر کوه‌های شمال و شمال غرب ایران فرمان می‌راندند و حتی بر نواحی دوردست جنوب همچون عراق و کرانه‌های خلیج فارس نیز تسلط داشتند. گروهی از امرای کرد نیز به این دودمان‌ها پیوستند، که از آن جمله بنی‌عناز شاهنجانی می‌باشد که از جانشینان بنی‌حسنویه در حلوان و کرمانشاه بودند. دیگر کردها نیز در مناطقی همچون کردستان، لرستان و مناطق شرقی فارس دارای نفوذ و قدرت بودند که می‌توان در این میان به کردان شبانکاره و بنی‌مروان اشاره کرد؛ اگرچه پس از مرگ نصرالدوله، حاکم بنی مروانی، این حکومت تحت نفوذ سلجوقیان قرار گرفت. هنگامی که طغرل از مسیر خراسان عازم مغرب شد، آل‌بویه عصر انحطاط خود را می‌گذراند. آل‌بویه به علت ساختار حکومتی خود که بر سه امیرنشین استوار بود، از وحدت سیاسی و جغرافیایی برخوردار نبود و قدرت در میان سه منطقهٔ مرکز فلات ایران، فارس و عراق پراکنده بود، اما همبستگی خانوادگی میان اعضای مؤسس سلسله و کفایت آنان منجر به پیوند حکومتشان با یکدیگر شد. پس از مرگ عضدالدوله (۳۷۲ ه‍.ق)، میراث یکپارچه و متحدی که دستاورد دوران حیات وی بود، در اثر جدایی اعضای خاندان آل‌بویه فرو پاشید و بدین طریق نسل بعدی خاندان با طرح‌ها و تصورات عضدالدوله به ستیز برخاستند. آل‌بویه در آغاز کار بر پیادگان دیلمی هموطن خویش تکیه داشتند و بعدها با به‌کارگیری سواران ترک، نیروهای خویش را تقویت کردند؛ اما در قرن پنجم، استخدام دیلمیان به دلایل نامشخص و به تدریج کاهش یافت و این امر موجب وابستگی کامل امیران بویه‌ای بر مزدوران ترک شد که با شورش‌های پیاپی خویش، از سلطهٔ این امیران خارج شدند و بدین طریق شیرازهٔ امور از دستان امرا خارج شد. در کنار آن، گرایش آل‌بویه به علویان و آموزه‌های شیعیان امامیه که قسمتی از قدرت آنان را تأمین می‌کرد دیگر کارساز نبود، زیرا تشیع سیاسی در کسب قدرت مشرق زمین ناکام مانده بود و اسماعیلیان نیز تصرفات محدودی داشتند. ظهور ترکان نیز مزید بر علت شد و خلافت قائم نیز تجدید دوبارهٔ قسمتی از قدرت خلفا در عراق را به دنبال داشت. در سال ۴۲۱ ه‍.ق/۱۰۳۰ م متصرفات آل‌بویه همچنان گسترده بود، اما آنان با تهاجماتی جدی در شمال و مرکز ایران مواجه بودند. شهرها و سرزمین‌ها حکومت قدرتمندی نداشتند یا شیرازهٔ امور در دستان افراد ناتوان بود. بعضی از نواحی نیز به دست کاکویان افتاده بود که دارای اصل و نسب دیلمی بودند و روابط نزدیکی با آل‌بویه داشتند. اما این سلسله نیز تنها به صورت ناپایدار و زودگذر قادر به اعمال قدرت زیاد در مرکز ایران بودند. گسترش دامنهٔ اقتدار ترکمانان عراقی در شمال و مرکز ایران و توجه آنان به ری و همدان، بر خیالات حاکمانی چون ابن کاکویه سایه انداخت و سرانجام منجر به دست‌نشاندگی آل‌کاکویه شد. به هر صورت، پیروزی غزها در ایران موجب درهم شکسته شدن مقاومت غزنویان و آل‌بویه شد و این امر پای تعدای زیادی از ترکمان‌های آسیای میانه را به ایران باز کرد.

## نخستین تحرکات نظامی طغرل پس از آغاز حکومت

مسیر لشکرکشی‌های سپاهیان طغرل و قلمرو فتوحات وی

### گرگان و طبرستان
طغرل در سال ۴۳۳ ه‍.ق، با بهره‌گیری از اوضاع سیاسی مغشوش حاکم بر گرگان که در نتیجهٔ نزاع میان انوشیروان بن منوچهر زیاری و ابوکالیجار، سپهسالارش، به وجود آمده‌بود و نیز، قتل کالیجار به آن دیار لشکرکشی کرد و پس از درهم شکستن مقاومت کوتاه‌مدت اهالی آنجا، یکصد هزار دینار از مردمانش دریافت کرد و پس از نصب مردآویج بن بسو به حکومت آن شهر و اخذ تعهدی مبنی بر دریافت خراج سالانه به مبلغ پنجاه‌هزار دینار از او، به نیشابور بازگشت. مردآویج بن بسو نیز به منظور غلبه بر انوشیروان، به سوی ساری لشکرکشی نمود و در نتیجه انوشیروان پرداخت سالیانه سی‌هزار درهم به او را همراه با ذکر خطبه به نام طغرل در قلمرو خویش، پذیرفت. پس از عقد این پیمان، مردآویج با مادر انوشیروان ازدواج کرد و از آن پس، انوشیروان تحت فرمان مردآویج قرار گرفت و در نتیجهٔ این رویدادها، گرگان و طبرستان به قلمرو سلجوقیان، انضمام یافت. در چرایی عدم اقامت سلجوقیان در طبرستان با وجود سرسبزی و چراگاه‌های بزرگ، فروزانی بیان کرده که رطوبت آن نواحی با طبع مردمانی چون آنان، سازگار نبود. اما برخلاف او، معلمی عقیده بر اشتغال طغرل به مسائل عراق، به خصوص بغداد، دارد و معتقد است که همین وقایع او را از پرداختن به امور آشفتهٔ مازندران بازداشت.

### خوارزم
در سال ۴۲۸ ه‍.ق، شاه‌ملک، یکی از کارگزاران مسعود غزنوی، به دستور او و با حکم امارت خوارزم، مأمور به سرکوب اسماعیل خندان و هوادارانش شد. شاه‌ملک که حکومت جند را نیز بر عهده داشت، پس از دریافت فرمان مسعود، پس از چهار سال در سال ۴۳۲ ه‍.ق، بدان ناحیه لشکرکشی نمود و پس از نبردی سخت و طولانی، بر خوارزم مسلط شد و به نام مسعود خطبه خواند. اسماعیل فرزند آلتوناش به همراه حاجب خویش، شکر، پس از تحمل شکست در مقابل شاه‌ملک، به طغرل بیک و چغری بیک پناه بردند و از آنان طلب یاری کردند. داوود چغری بیک، به همراه آنان و به قصد نبرد با شاه‌ملک، به خوارزم لشکرکشی نمود، اما در نبردی که با شاه‌ملک داشت، مغلوب شد. چغری بیک به خراسان مراجعت نمود و پس از گذران زمستان، این بار به همراه طغرل بیک، به خوارزم لشکر کشیدند و شاه‌ملک را تحت محاصره قرار دادند. آنان سرانجام با به کار بستن نیرنگی، شاه‌ملک را در جهت خروج از قلعه تحریض نمودند و با او و سپاهیانش درآویختند که در طی نبردی، تعداد زیادی از لشکریان شاه‌ملک کشته شدند و چهل تن از نزدیکانش نیز به اسارت درآمدند. شاه‌ملک پس از تحمل این شکست از سلجوقیان، از طریق بیابان به دهستان و سپس از آنجا، به طبس رفت و از راه نواحی کرمان و تیز — که در جنوب سیستان واقع است — وارد مکران شد؛ اما از جانب ارتاش، برادر ابراهیم ینال، مورد حملهٔ ناگهانی قرار گرفت و در بند او گرفتار، و به نزد داوود ارسال شد. به دستور داوود چغری بیک، شاه‌ملک به قتل رسید و حکومت خوارزم نیز به یکی از اعضای خاندان سلجوقی واگذار شد.

## استقرار پایتختی سلجوقیان در ری
در آغاز سال ۴۳۳ ه‍.ق علاءالدوله ابوجعفر کاکویه، بنیانگذار سلسلهٔ آل کاکویه، که ری، اصفهان، همدان و بخش‌هایی از مناطق غربی ایران را تحت اختیار داشت، درگذشت و فرزندش، ظهیرالدین ابومنصور فرامرز جانشین وی شد اما وقوع شورشی از جانب برادرانش بر علیه فرامرز، زمینه را برای تحرکات سلجوقیان در مناطق تحت فرمان آل کاکویه، فراهم کرد که در نتیجهٔ آن، در همان سال، ابراهیم ینال، برادر مادری طغرل بیک، به ری هجوم برد و خواستار اطاعت فرامرز از سلجوقیان شد اما فرامرز که حاضر به اطاعت از آنان نبود و قدرت هماوردی با سپاه ابراهیم را نیز نداشت، از ری خارج شد و ابراهیم نیز پس از تصرف ری و اصلاح امور آن، سرزمین‌های مجاور آن شهر را نیز به تصرف درآورد و پس از آن بروجرد را تسخیر کرد و سپس به سوی همدان لشکرکشی نمود. مصادف با لشکرکشی ابراهیم به همدان، ابوکالیجار گرشاسب، برادر فرامرز، بر همدان مسلط بود و پس از وقوف بر حملهٔ ابراهیم به سمت شاپورخواست گریخت و ابراهیم نیز در نزدیکی همدان اردوی خود را برپا نمود. اهالی همدان پس از اقدام ابراهیم در ورود به همدان، اطاعت خویش را منوط به تعقیب و دستگیری گرشاسب نمودند و ابراهیم نیز پس از دریافت مبالغی از آنان، به دنبال گرشاسب روانه شد و به همین سبب شاپورخواست را با اعمال زور تسخیر نمود و مورد غارت قرار داد، اما در دستیابی به گرشاسب که به دژ شهر پناه برده بود، ناکام ماند. در سال ۴۳۴ ه‍.ق، طغرل بیک وارد ری شد و ابراهیم ینال نیز با رها کردن تاخت و تازهای خود در مناطق ذکر شده، به منظور دیدار با طغرل، به سمت ری رهسپار شد و گرشاسب به همدان بازگشت. طغرل نیز در همین دوره، کلیه متصرفات ابراهیم ینال را — که مشتمل بر ری و سرزمین‌های ولایت جبال بود — از او گرفت.
در بیان علت این اقدام طغرل دو فرضیه را مطرح نموده‌اند:
1. طغرل در جهت نیل به اهداف بلندمدت خویش، به ری و جبال — که از نظر جغرافیایی دارای ظرفیت مناسب و قابل اطمینانی به عنوان پایگاه مرکزی بودند — نیاز داشت.
2. رفتار نامناسب ابراهیم ینال و غزهای همراهش در تسخیر شهرها به‌خصوص ویرانی ری و غارت شاپورخواست، مغایر با اهداف بلندمدت طغرل بود؛ زیرا او برای نیل به مقاصدش، نیاز به همراهی مردم و اهالی هر سرزمین داشت و قصد داشت از شکل‌گیری تصورات نامطلوب در رابطه با سلجوقیان تازه‌وارد جلوگیری کند و اقدامات ابراهیم و همراهانش می‌توانست اهداف او را دچار خدشهٔ جدی نماید، بنابراین متصرفات ابراهیم را از او گرفت.

پس از این وقایع، طغرل فرمانی به منظور آباد کردن ری — که ویران شده بود — صادر نمود و سپس آن را پایتخت خویش قرار داد. طغرل در ری، چندین تندیس زرین گوهرنشان و دو خمرهٔ سفالین چینی که مملو از گوهر و دیگر اشیاء قیمتی بود، به دست آورد.
همچنین خلیفه القائم بامرلله یکی از افراد مورد اعتماد خویش به نام هبه‌الله مأمونی را به نزد طغرل — که در ری اقامت داشت — گسیل نمود و به طغرل، رهبر سلجوقیان، اظهار لطف و دوستی کرد و با ایجاد این پیش‌زمینه‌ها، روابط میان سلجوقیان و خلافت عباسی بر پایهٔ منافع دو طرف، شکل گرفت.

## ادامهٔ فتوحات در عراق عجم
پس از فتح خراسان و تأسیس حکومت سلجوقیان، طغرل تصمیم گرفت با تقسیم نقاط فتح شده و واگذاری فتح نقاط جدید به برادران و برادرزادگان، اولاً تسلط خود بر نقاط فتح شده را تثبیت کند و ثانیاً نواحی دیگر را به سرعت فتح نماید و تحت فرمان درآورد. از همین رو بود که ولایت‌ها را قسمت کرد و هر یک از خویشانش را مأمور فتح یک ناحیه کرد. چغری بیک، که برادر بزرگتر بود مرو و خراسان را دارالملک خود ساخت و موسی بر ولایت بست و هرات و سیستان و نواحی آن گمارده شد و قاورد پسر بزرگ چغری بیک به ولایت طبسین و نواحی کرمان برگزیده شد. قاورد توانست حاکم بویهی کرمان و مکران را شکست دهد و دارالملک کرمان را به‌دست بگیرد.

### قزوین
پس از برگزیدن ری به عنوان پایتخت، طغرل به همراه لشکرش عازم قزوین شد. مردمان قزوین در برابر ورود او به شهر پایداری کردند، که در نتیجه، طغرل آنان را آماج حمله قرار داد و پس از کشته و اسیر شدن تعدادی از مردمان شهر، دوراندیشان شهر که از سرانجام ورود طغرل به شهر و تبعات آن از جمله غارت و تاراج اموال مردم، در هراس بودند، از درگیری مردم با سپاه طغرل جلوگیری به عمل آوردند و با پرداخت مبلغی بالغ بر هشتاد هزار درهم به طغرل، نسبت به او اظهار اطاعت کرده و حکمران آن شهر نیز به اطاعت از طغرل گردن نهاد.

### دیلم
در ادامه، طغرل با ارسال پیامی به حاکم دیلم، او را به اطاعت از خویش فراخواند و مبلغی را نیز برای پرداخت به سلجوقیان، برای او تعیین نمود که حاکم دیلم ضمن گردن نهادن به تبعیت از طغرل، مبلغ درخواستی او را به همراه کالاهایی چند، به نزد طغرل فرستاد. علاوه بر آن، سالار تارم نیز پس از دریافت پیغام طغرل مبنی بر مراجعه به درگاه طغرل و پرداخت دویست‌هزار دینار، به او پاسخ مساعد داد و پس از اظهار اطاعت، به خراجگزاری طغرل، گردن نهاد.

### همدان
همانگونه که ذکر شد، پس از مراجعت ابراهیم ینال، گرشاسب به همدان بازگشت. در سال ۴۳۴ ه‍.ق، طغرل به منظور تصرف همدان، به آن سامان یورش برد و همدان را به تصرف خویش درآورد. وی سپس شخصی به نام ناصر علوی را به حکومت همدان منصوب کرد و خود به ری بازگشت.

### گرگان و طبرستان
مدتی بعد ناصر، در بند گرشاسب گرفتار شد، اما طغرل او را از اسارت رهایی بخشید و حکومت ری را به وی واگذار نمود. این احتمال مطرح است که واگذاری ادارهٔ ری به ناصر، بدین سبب بود که طغرل عزم حرکت به سوی گرگان و طبرستان نموده بود، زیرا مردآویج بن بسو که از کارگزاران طغرل در آن ناحیه بود، در همان ایام وفات یافته و فرزندش در گرگان و طبرستان، جانشینش شده بود، اما از آن جهت که طغرل با موروثی شدن حکومت گرگان و طبرستان موافق نبود، در همان سال به گرگان رفت و پس از برکناری جستان، امارت آن نواحی را به شخصی اسفار نام — که از وابستگان منوچهر زیاری بود — واگذار نمود.

### همدان
در سال ۴۳۶ ه‍.ق، گرشاسب دگربار به همدان بازگشت و پس از بیرون راندن کارگزاران طغرل از آن شهر، خطبهٔ سلطنت به نام او جاری شد. طغرل پس از وقوف بر این امر، در جهت برقراری تسلط دوباره بر آن ناحیه، به تکاپو افتاد و در پی آن ابراهیم ینال را در سال ۴۳۷ ه‍.ق، مأمور به فتح جبال نمود. در جهت اجرای این فرمان، ابراهیم ینال رهسپار همدان شد و پس از فرار گرشاسب، آن شهر را تحت تسلط خویش درآورد.

### دینور، کرمانشاه و حلوان
شخصی به نام ابوشوک، که بر بعضی از نواحی غربی ایران سلطه داشت، دینور را با فرض حملهٔ ابراهیم ینال بدان شهر، ترک گفت و ابراهیم نیز با بهره‌گیری از فرصت موجود، بر دینور تاخت و آن را متصرف شد. ابراهیم اندک زمانی پس از بهبود اوضاع دینور، در تعقیب ابوشوک به سمت کرمانشاه لشکرکشی کرد، اما ابوشوک به سوی حلوان گریخت و ابراهیم ینال نیز پس از سلسله درگیری‌های خونبار با مدافعان کرمانشاه، در سال ۴۳۷ ه‍.ق توانست بر کرمانشاه تسلط یابد. ابراهیم در ادامه رهسپار حلوان شد و در طی مسیر خود بعضی از آبادی‌ها و دژهای موجود را به تصرف خویش درآورد تا سرانجام به حلوان رسید؛ اما پیش از آن، ابوشوک و مردم شهر، آنجا را ترک گفته بودند. بدین ترتیب ابراهیم بدون هیچ گونه مقاومت و درگیری، بدان شهر وارد شد و آن را غارت نمود.

### دیگر نزاع‌ها
مهلهل، برادر و جانشین ابوشوک پس از مرگ او در سال ۴۳۸ ه‍.ق، کارگزار ابراهیم ینال، بدر بن طاهر را — که بر کرمانشاه تسلط داشت — از آن ناحیه راند و خود بر آن شهر حاکم شد. محمد، فرزند مهلهل، نیز در همان سال بر دینور دست یافت و از آن پس مناطق مذکور در میان دستان سعدی، فرزند ابوشوک — که به ابراهیم ینال ملحق شده بود — و عموها و عموزادگانش جابجا می‌شد. از سوی دیگر، ابراهیم نیز در سال ۴۳۹ ه‍.ق، با بهره‌گیری از نزاع میان سعدی و سایر افراد خاندانش، دگرباره بر متصرفات قبلی خویش دست یافت و همچنین دژها و آبادی‌های دیگری را نیز بر متصرفاتش افزود که پس از تسلط او به شهرزور، وسعت قلمرواش بیش از گذشته افزایش یافت.
البته از ویژگی‌های نزاع‌های ابراهیم ینال با گردنکشان نواحی مختلف، غارتگری‌ها و اعمال ناپسند او در این راه را بیان می‌دارند، که به‌طور ویژه توسط غزهایی که او را همراهی می‌کردند، صورت می‌پذیرفت و این اعمال را جزو میراث این دسته و از سنت‌های رایج در جنگ‌های قبیله‌ای می‌دانند، که یادگاری از دوران صحرانشینی غزها بود و همچنان آنان را همراهی می‌کرد.

## استقرار پایتختی سلجوقیان در اصفهان
پس از پیروزی سلجوقیان در نبرد دندانقان، طغرل، فرامرز فرزند کاکو را مورد نوازش و الطاف خویش قرار داد و اطمینان برخورداری از حکومت ری و اصفهان را به او داد. اما همانگونه که پیشتر ذکر شد، ابراهیم ینال در سال ۴۳۳ ه‍.ق، فرامرز را از ری راند و بدین ترتیب فقط اصفهان تحت تصرف فرامرز باقی ماند. احتمال می‌رود فرامرز به علت ناراحتی و بغضی که از واگذاری اجباری ری به سلجوقیان پیدا کرده‌بود، رویهٔ خویش را تغییر داد و به مخالفت با طغرل پرداخت و نافرمانی پیشه نمود. طغرل نیز درصدد برآمد تا او را به اطاعت وادارد که به همین منظور، در سال ۴۳۴ ه‍.ق عده‌ای از نیروهای چریک را به اصفهان گسیل داشت و آنان نیز پس از غارت اطراف اصفهان، به ری مراجعت نمودند. سپس در همان سال طغرل با تظاهر به آماده‌سازی خویش برای لشکرکشی به اصفهان، از ری خارج شد. در نتیجهٔ این اقدامِ طغرل و با وقوف فرامرز به خروج طغرل، نامه‌نگاری با سلطان سلجوقی آغاز شد و با پرداخت مبالغی چند، فرامرز توانست طغرل را از حمله به اصفهان بازدارد. در محرم سال ۴۳۷ ه‍.ق، فرامرز به درگاه سلطان ابوکالیجار، جانشین سلطان جلال‌الدین بویه‌ای، اظهار اطاعت و بندگی کرد و به نام او در اصفهان و اطراف خطبه خواند. مدتی کوتاه پس از این واقعه و در سال ۴۳۸ ه‍.ق، طغرل اصفهان را به محاصره درآورد اما به دلیل ناکامی در ورود به شهر، راه ملایمت و سازش با فرامرز را در پیش گرفت و مواردی مقرر شد مبنی بر اینکه فرمانروای اصفهان علاوه بر مبالغی که به طغرل خواهد پرداخت، در اصفهان و اطراف به نام سلطان خطبه بخواند.
در سال ۴۴۰ ه‍.ق، سلطان ابوکالیجار درگذشت و فرزندش سلطان رحیم جانشین او شد. در این دوران نیز، فرامرز در منصب حاکم اصفهان، گاهی نسبت به طغرل اظهار فرمانبرداری می‌کرد و زمانی نیز از سلطان رحیم فرمان می‌بُرد که بدین سبب سرانجام در سال ۴۴۲ ه‍.ق، طغرل به اصفهان لشکر کشید و آن شهر را تحت محاصره قرار داد. در مدت زمان یکسالهٔ محاصره اصفهان و در طی نبردهای متعددی که میان سپاهیان طغرل و فرامرز روی داد، طغرل تنها موفق به دستیابی به اطراف شهر شد. پس از طولانی شدن مدت محاصره و ویرانی بعضی از آبادی‌های اصفهان، بزرگان شهر با ارسال پیکی به نزد طغرل و ارائهٔ پیشنهادهایی همچون اطاعت از طغرل و پرداخت مبالغی به وی، درصدد جلب رضایت او برآمدند اما طغرل تصمیم به تصرف شهر داشت و هرگونه شرطی غیر از آن را رد نمود. اما در سمت دیگر، مردمان اصفهان که نایابی آذوقه و خواربار گریبانگیرشان شده بود و تاب پایداری را از آنان ربوده بود، به اطاعت از طغرل گردن نهادند و شهر را بدو تسلیم کردند. طغرل نیز پس از واگذاری مناطقی از سرزمین جبال به فرماندهان سپاه فرامرز تحت عنوان تیول، آنان را از اصفهان راند و علاوه بر آن، شهرهای یزد و ابرقو را به عنوان تیول به فرامرز واگذار کرد و با مردم اصفهان به نیکی رفتار نمود. بدین ترتیب طغرل پس از چیرگی بر اصفهان، در محرم سال ۴۴۳ ه‍.ق، وارد آن شهر شد. شهر اصفهان باب طبع سلطان سلجوقی قرار گرفت و در نتیجهٔ آن، این شهر به پایتختی برگزیده شد و اموال و جنگ‌افزارهای جنگی از ری به اصفهان منتقل شدند.

## ادامهٔ فتوحات در بخش شمال غربی و غرب

### نخستین ورود منظم سلجوقیان به آناتولی
از مدت‌ها قبل از سلطنت طغرل، ترکمانان حملات متعددی به سرزمین آناتولی یا روم شرقی، بیزانس، داشتند؛ اما در دورهٔ سلطنت طغرل و برای نخستین بار در سال ۴۴۰ ه‍.ق، ترکمانان به سرکردگی ابراهیم ینال، بخش‌هایی از روم شرقی را آماج حملات خود قرار دادند. در اثر تشویق و تهییج ابراهیم ینال، غزها، به سمت سرزمین روم گسیل شدند و ابراهیم ینال نیز به دنبال آنان رهسپار آن نواحی شد. آنان پس از وصول بدان مناطق، در نبردهای سختی که با سپاهیان پرتعداد رومی و اهالی آبخاز در مناطقی همچون ملازگرد (منازکرت)، ارزن روم (ارزنه‌الروم)، قالیقلا و طرابوزان داشتند، پس از تحمل شکست‌ها و کسب پیروزی‌هایی، سرانجام به همراه ابراهیم ینال، موفق به کسب پیروزی نهایی شدند که در طی آن بسیاری از رومیان کشته، اسیر یا متواری شدند. پس از این رخدادها، ابراهیم ینال با دست‌اندازی بر مناطق متعدد در سرزمین روم، توانست حتی تا فاصلهٔ پانزده روزه از پایتخت سرزمین روم یعنی قسطنطنیه، پیشروی کند. همچنین پس از نبردهای مذکور، مهاجمان توانستند مقدار زیادی از مردمان آن نواحی را به همراه چهارپایان، اموال و تجهیزات جنگی به چنگ آورند.

### تسلط بر آذربایجان، اران و ارمنستان
طغرل در سال ۴۴۶ ه‍.ق، به منظور تسخیر آذربایجان به مرکزیت تبریز، بدان سامان — که در آن زمان تحت حکومت امیر ابومنصور وهسودان بن محمد روادی قرار داشت — لشکرکشی کرد. با شروع لشکرکشی طغرل، امیر ابومنصور علاوه بر ارسال هدایایی گرانبها به همراه پسرش به عنوان گروگان به نزد طغرل، به اطاعت از او گردن نهاد و به نام طغرل خطبه خواند و سکه ضرب کرد. طغرل در ادامهٔ لشکرکشی‌اش، به سمت جنزه (گنجه) حرکت نمود؛ اما فرمانروای آن ناحیه که امیر اسوار شدادی (ابوالسوار) بود، نیز به اطاعت از طغرل تن داد و به نامش خطبه خواند. پس از آن، دیگر سران منطقهٔ آذربایجان نیز تحت فرمان طغرل درآمدند و طغرل با اخذ گروگان‌هایی از آنان، حکومت‌شان را تأیید کرد. او سپس به سوی ارمنستان روانه شد. لازم است ذکر شود که در این لشکرکشی، ابوالسوار شدادی نیز طغرل را همراهی می‌کرد. طغرل در جهت وصول به هدفش که تسخیر ملازگرد بود، بدان ناحیه رفت و آن شهر را که در قلمرو رومیان قرار داشت، به محاصره درآورد و همچنین شهر مجاورش را که حصینه نام داشت، غارت و تخریب کرد. طغرل به وسیلهٔ کشتار، غارت و اسارت تعداد زیادی از رومیان، موفق به ایجاد وحشت و هیبت خویش در آنان شد و توانست تا ارزن روم پیشروی کند، اما موفق به تسخیر ملازگرد نشد و با آغاز زمستان به آذربایجان مراجعت نمود. او وانمود می‌کرد که با پایان زمستان، به منظور دستیابی به اهداف خویش، دگرباره به روم عزیمت می‌کند؛ اما مدتی بعد به ری بازگشت. بدین ترتیب قلمرو تحت سلطهٔ سلطان طغرل سلجوقی وسعت زیادی یافت.

## آغاز روابط جدی طغرل با خلافت عباسی
در سال ۴۴۷ ه‍.ق، حکومت سلجوقیان دور جدیدی از حیات نظامی، سیاسی، اجتماعی و فرهنگی خویش را آغاز نمود و با گذر از مرزهای فلات ایران و ورود به عراق عرب، نقشی تعیین‌کننده در ادارهٔ امور خلافت پیدا کرد. در این سال به درخواست خلیفهٔ عباسی، القائم بامرلله، طغرل به بغداد لشکرکشی نمود و با دستگیری ملک رحیم بویهی، سلسلهٔ آل بویه را — که بر عراق عرب تسلط داشت — از میان برداشت. او علاوه بر آن، ارسلان بساسیری — که فرماندهی ترکان بغداد را بر عهده داشت — از آن مکان راند.

### وضعیت عراق در آستانه ورود طغرل
ارسلان بساسیری ملقب به ابوالحارث، یکی از غلامانِ ترک‌تبارِ بهاءالدوله پسر عضدالدوله بود. این شخص در زمان خلافت القائم بامرلله فرماندهی نظامیان ترک را بر عهده داشت که با «سپهسالار لشکر بغداد» نامیدن وی در راحه الصدور و آیه السرور، می‌توان این موضوع را به‌طور روشن بیان نمود. در حقیقت این شخصیت با شحنگی بغداد، مقام حساسی را عهده‌دار بوده است. وی از زمان حکومت ملک رحیم بویه‌ای (سال ۴۴۰ ه‍.ق)، نیابت بر را در حکومت بر عراق عهده‌دار شد. وی از سال ۴۴۱ ه‍.ق انبار، دزدار و برخی مناطق واسط را به عنوان اقطاع به تملک درآورد. همچنین امارت بصره را بر عهده گرفت. قدرت وی چنان فزونی گرفت که خلیفه به اشاره او کاری انجام نمی‌داد.
در رمضان سال ۴۴۶ ه‍.ق و با توطئهٔ ابن مسلمه، وزیر خلیفه، کدورتی میان خلیفهٔ وقت، القائم بامرلله و ارسلان بساسیری واقع شد. زمینه‌های شورش بساسیری به دلیل بد رفتاری ابن مسلمه وزیر خلیفه و به ویژه طرفداری او از اهل سنت بغداد بر ضد شیعیان کَرخ، به تدریج آماده می‌شد. در این زمان درگیری‌های مذهبی در بغداد فزونی یافت و کردها و اعراب بدوی با پشتیبانی غُزها تازه رسیده به چپاول روستاها پرداختند، و بساسیری علی‌رغم تلاش شجاعانه، نتوانست همه را سرکوب کند. از سوی دیگر، قریش بن بدران، رئیس عرب‌های بنی عقیل و امیر موصل، انبار را تصرف و اموال بساسیری را تصاحب کرد و خطبه به نام طغرل سلجوقی خواند. بساسیری نیز در مقابل، چون این کار را به تحریک ابن مسلمه می‌دانست، مواجب خلیفه، وزیر و دارالخلافه را قطع کرد. در این زمان اختلافات بین طرفین شدت یافت.
در سال ۴۴۷ ه‍.ق، بساسیری با خلیفه مجدداً بیعت کرد، اما وزیر وی را خائن نامید. ملک رحیم بویه‌ای به دستور خلیفه، بساسیری را از خود دور کرد. به دستور وزیر، اموال بساسیری، خاندان او و کارگزارانش توسط ترکان در بغداد غارت شد و وی نیز در معرض توهین قرار گرفت. در ادامه نیز ارسلان بساسیری از سوی وزیر متهم به نامه‌نگاری با المستنصر، خلیفهٔ فاطمی، شد و مورد سرزنش وی قرار گرفت که این امر بر تیرگی روابط میان خلیفهٔ عباسی و بساسیری افزود. در همین زمان طغرل اعلام کرد که برای به جا آوردن حج به عراق می‌آید. به گزارش ابن قلانسی زمانی که بساسیری در واسط بود، خلیفه طغرل را به بغداد دعوت کرد، اما بساسیری پیش از طغرل به بغداد رسید و قسمتی از دارالخلافه را سوزاند و غارت کرد. اما این رخداد را دیگر مورخان تأیید نکرده‌اند.
به گفته مؤید فی‌الدین شیرازی داعی فاطمیان، پیش از رسیدن طغرل به بغداد، او نامه‌هایی به عمیدالملک کندری، وزیر طغرل، بساسیری و لشکر بغداد نوشت، و آنان را به سوی فاطمیان دعوت کرد. بساسیری در رحبه نامه موید را دریافت کرد و به نظر می‌رسد آغاز ارتباط او با فاطمیان در این زمان بوده است. وی وعده داد که اگر مستنصر فاطمی او را یاری کند، غُزها را بیرون می‌کند و عراق را برای فاطمیان می‌گشاید.

### نخستین حضور طغرل در بغداد و پایان کار آل بویه
در محرم سال ۴۴۷ ه‍.ق، طغرل به قصد به جای آوردن حج و هموار کردن مسیر مکه و همچنین رهسپار شدن به شام و مصر در جهت برکناری المستنصر علوی، خلیفهٔ فاطمی، از ری به سمت همدان حرکت کرد و پس از پشت سر گذاشتن دینور و کرمانشاه، به حلوان رسید. از سمتی دیگر، سلطان رحیم بویه‌ای نیز با وقوف بر نزدیک شدن طغرل به بغداد، از واسط به سوی بغداد گسیل شد و در اواسط ماه رمضان همان سال به آنجا رسید. در این زمان طغرل بیک سلجوقی و ملک رحیم بویه‌ای به‌طور هم‌زمان نسبت به خلیفه اظهار اطاعت و فرمانبرداری کردند. همچنین در این میان فرماندهان سپاه سلطان رحیم در طی پیامی به طغرل، نسبت به او اظهار وفاداری کردند و متعهد به جاری کردن خطبه به نام او شدند و همچنین به فرمان خلیفه، خطیبان در بغداد به نام طغرل خطبه خواندند. بدین ترتیب در بیست و دوم رمضان سال ۴۴۷ ه‍.ق، برای نخستین بار به نام طغرل خطبه جاری شد و او را رکن‌الدوله ابوطالب طغرل بک محمد بن میکائیل لقب دادند.
اما اوضاع بساسیری در این زمان به گونه‌ای دیگر بود. با دستور خلیفه، سلطان رحیم نیز از بساسیری دوری کرد و در نتیجه او به‌ناچار به قلمرو نورالدوله بن دبیس بن مزید پناه برد. از سمت دیگر، طغرل نیز که درخواست خلیفه مبنی بر کمک به وی در جهت سرکوب بساسیری را دریافت نموده بود، به بغداد نزدیک شد. سپس ترکانِ تحت امرِ بساسیری — که به دستور خلیفه و به منظور جلوگیری از بهانهٔ طغرل و ممانعت از ورود او به بغداد، بر فرماندهٔ خویش شوریده بودند — از خلیفه درخواستی مبنی بر ابلاغ فرمان بازگشت به طغرل را درخواست نمودند، اما پاسخی سنگین و سخت دریافت کردند؛ زیرا وزیر خلیفه با نیت فروپاشی حکومت دیلمیان، آمدن طغرل را خواستار بود. اما اوضاع حاکم بویه‌ای نیز بدین شکل بود که پس از نام طغرل، القاب ملک رحیم ابونصر بن ابی‌الهیجاء سلطان‌الدوله ذکر می‌شد یا به روایتی از خطبه حذف شد. سپس طغرل از درگاه خلیفه، اجازهٔ ورود به بغداد را طلب کرد که با پاسخ مثبت دربار خلافت مواجه شد. در نهروان طغرل اطلاع یافت که وزیر خلیفه با مشایعت تعداد زیادی از صاحب‌منصبان همچون قاضیان، نقیبان، نژادگان، گواهان و همچنین دیگر افراد همچون چاکران به استقبال او شتافته‌اند و تعدادی از بزرگان سپاه سلطان رحیم هم آنان را همراهی می‌کنند. طغرل نیز متقابلاً وزیر خود، عمیدالملک کندری را به همراه تعدادی از فرماندهان سپاه، به پیشوازشان فرستاد. در طی دیدار وزیر خلیفه، ابوالقاسم مسلمه، با طغرل، وی نامه‌ای از جانب خلیفه به طغرل داد و از او برای خلیفه، سلطان رحیم و سالاران سپاه سوگند ستاند. پس از این رویدادها، طغرل در بیست و پنجم رمضان ۴۴۷ ه‍.ق وارد بغداد شد.
اما پس از مدتی کوتاه و به بهانه‌ای کوچک، میان مردمان بغداد و لشکریان طغرل نبردی درگرفت که منجر به کشته و زخمی شدن و اسارت تعداد زیادی از طرفین شد و غزها نیز به غارت اموال بزرگان و آرامگاه خلفا مشغول شدند. طغرل با تصور نقش داشتن سلطان رحیم در شورش مردم بغداد، در طی نامه‌ای نکوهش‌آمیز، دستور خلیفه به سلطان رحیم در جهت حضور در نزد طغرل به دلیل رفع اتهام از او را، خواستار شد و همراه با این نامه، امان‌نامه‌ای برای سلطان رحیم و اطرافیانش در جهت کسب اطمینان‌شان ارسال نمود. در نتیجه سلطان رحیم و نزدیکانش به همراه تعدادی از فرستادگان خلیفه نزد طغرل رفتند؛ اما تمامی‌شان توسط غزها غارت شدند و سلطان رحیم و یارانش نیز در پایان رمضان همان سال و به فرمان طغرل به اسارت درآمدند و مدتی بعد سلطان رحیم به دژ سیروان اعزام، و مجبور به اقامت در آن شد که در نتیجهٔ این رویدادها، حاکمیت آل بویه در عراق عرب پایان پذیرفت. خلیفه در واکنش به اقدامات طغرل و غزها، با ارسال نامه‌ای به طغرل و یادآوری ضمانت خود برای سلطان رحیم و نزدیکانش، طغرل را به ترک بغداد، در صورت عدم آزادی آنان از اسارت، تهدید کرد. البته خلیفه در نامه‌اش اقدامات طغرل را در جهت پاسداشت حرمت خلافت ذکر کرده است. طغرل در پاسخ به درخواست خلیفه، جمعی از اسرا را رها کرد، اما از آزاد کردن سلطان رحیم خودداری ورزید و علاوه بر آن، تیول او را هم تحت تصرف خود درآورد. پس از این رویداد، غزهای سلجوقی با پراکنده شدن در بغداد، به غارت آن پرداختند و بدین ترتیب شهر رو به ویرانی گذاشت، اما به دستور طغرل، بغداد بازسازی، و بر وسعت آن نیز افزوده شد. لازم است ذکر شود که اقدام طغرل در جهت دستگیری سلطان رحیم، با رضایت ضمنی خلیفه همراه بود. به عبارت دیگر، طغرل، پس از مدتی اقامت در بغداد، به حاکمیت آل‌بویه در عراق، با اسارت ملک رحیم، پایان بخشید، اگرچه نتوانست به ارسلان بساسیری دست پیدا کند.
در جهت استواری روابط میان سلجوقیان و خلافت عباسی، در سال ۴۴۸ ه‍.ق/۱۰۵۶ م، خلیفهٔ عباسی با ارسلان خاتون خدیجه، دختر چغری بیک، وصلت نمود و مراسم ازدواج نیز با حضور عمیدالملک کندری و عده‌ای از امرای محلی و فرماندهان لشکر طغرل، صورت پذیرفت. خطبهٔ عقد نیز توسط وزیر خلیفه و در حضور علما و قضات معتبر جاری شد.

## وقوع نخستین درگیری‌ها میان طغرل و ارسلان بساسیری

### رابطهٔ بساسیری با فاطمیان
روایات متناقض بسیاری پیرامون روابط بساسیری و مصر در منابع موجود است. طبق گزارش ابن صیرفی، بساسیری قصد سفر به مصر را داشته و حتی بدانجا رفته است و اموالی را در راستای نبرد با طغرل و خلیفهٔ بغداد، از یازوری، وزیر مصر دریافت کرده است. رشیدالدین فضل‌الله نیز بیان می‌دارد که بساسیری با گریختن از نزد دبیس بن مزید، به مصر سفر کرد و در آنجا متعهد به براندازی عباسیان شد و با جلب حمایت مصریان، روانهٔ بغداد شد. اما مقریزی بیان می‌کند که بساسیری را با وجود درخواستش به مصر نپذیرفتند. اما در مقابل، مؤید فی الدین شیرازی در سال ۴۴۸ ه‍.ق اموال زیادی را برای وی ارسال کرد به‌طوری که خزانهٔ مصر تهی شد و حتی مستنصر حکومت رحبه را نیز به وی بخشید تا به وسیلهٔ آن به رویارویی با غزها و تسخیر عراق بپردازد. مؤید به همراه بخشش اموال و نظامیان به بساسیری، خلعت و عهد مستنصر را نیز به بساسیری تحویل داد و همچنین نامهٔ مستنصر را بدو داد که در آن، مستنصر بساسیری را مورد تکریم و بزرگداشت قرار داده و رهبری فاطمیان عراق را در راستای مقابله با عباسیان به وی اهدا کرد.

### تعقیب ارسلان بساسیری و تصرف تکریت و موصل در پی آن

#### درگیری ارسلان بساسیری و نورالدوله با قریش بن بدران و قتلمش
در سال ۴۴۸ ه‍.ق در طی جنگی خونین که در سنجار و میان ارسلان بساسیری به همراهی نورالدوله بن دبیس بن مزید و قریش بن بدران به همراهی قتلمش، پسر عموی طغرل، درگرفت، سپاه قریش و قتلمش مغلوب و درهم شکسته شد. لازم است ذکر شود که در طی این نبرد، قتلمش و سپاهش متحمل خسارت فراوان از سمت مردمان سنجار شدند. پس از این واقعه، قریش بن بدران با پناه بردن به نورالدوله و دریافت و به تن کردن خلعت خلیفهٔ فاطمی، المستنصر، در جمع یاران نورالدوله درآمد. پیش از وقوع این درگیری، در طی نامه‌نگاری‌هایی که میان خلیفهٔ فاطمی و بساسیری به همراه نورالدوله انجام شد، خلعت‌هایی از سمت المستنصر برای این دو و چند تن از سرانی که از خلیفهٔ عباسی جدا شده بودند، ارسال شد. بساسیری و نورالدوله پس از محلق شدن قریش بن بدران به جمع یاران‌شان، به موصل رفتند و در آن مکان خطبه را به نام خلیفهٔ مصر، مستنصربالله، جاری ساختند.

#### تصرف تکریت و موصل توسط طغرل و واکنش نورالدوله و قریش بن بدران در برابر او
با طولانی شدن اقامت طغرل در بغداد و وارد آمدن خساراتی بر مردم شهر توسط لشکر وی، خلیفهٔ عباسی درخواست ترک بغداد را برای طغرل مطرح کرد و طغرل نیز با آگاهی از اوضاع موصل و رویدادها، در سال ۴۴۸ ه‍.ق و پس از سیزده ماه بغداد را ترک کرد. لازم است ذکر شود که در طی این مدت، روابط و رایزنی‌های خلیفه و طغرل به وسیلهٔ وزیران صورت می‌پذیرفت و آنان با یکدیگر ملاقات حضوری نداشتند. طغرل و سپاهش با غارت آبادی‌هایی که در مسیرشان واقع بود، به تکریت رسیدند و پس از اظهار اطاعت حاکم آنجا نسبت به طغرل و پیوستن یاقوتی، برادرزادهٔ طغرل، به او، وی راهش را به سمت موصل ادامه داد و آنجا را متصرف شد. پس از مدت کوتاهی، نورالدوله بن دبیس و قریش بن بدران به اطاعت طغرل درآمدند و طغرل نیز در مقابل، قلمروی آنان را به خودشان واگذار کرد. طغرل تصمیم‌گیری دربارهٔ بساسیری را بر عهدهٔ خلیفه دانست و خود را از این کار برکنار داشت. از سوی دیگر، بساسیری نیز پس از پیوستن متحدانش به صفوف طغرل، با سپاهیانش به رحبه رفت. مدتی بعد نورالدوله و قریش در اثر هراس از ابراهیم ینال، متواری شده و به ارسلان بساسیری پیوستند، اما با بی‌توجهی او روبرو شدند. سرانجام نورالدوله به سمت قلمرو خود مراجعت کرد، اما قریش و فرزندش در خدمت ارسلان باقی ماندند.

## ادامهٔ فتوحات در ناحیهٔجزیره
پس از فتوحات مذکور، توجه طغرل به دیار بکر — که تحت تصرف شخصی به نام ابن مروان قرار داشت — معطوف شد. این شخص با ارسال هدایایی، با جاری ساختن خطبه به نام طغرل، فرمانبرداری خود را از طغرل اعلام کرد. اما مدتی بعد، طغرل به قصد تصرف جزیرهٔ ابن عمر — که جزو متصرفات ابن مروان بود — آن ناحیه را به محاصره درآورد. ابن مروان در برابر این اقدام، به بیان موقعیت مرزبانی خود پرداخت و به جهاد در برابر کفار اشاره کرد و علاوه بر آن به پرداخت مبالغی به طغرل، متعهد شد. در نتیجهٔ این اعمال، طغرل از محاصرهٔ آن ناحیه دست کشید، اما این سرزمین تحت سیادت رسمی او قرار گرفت. ابراهیم ینال نیز در میان استقبال بزرگان و اهالی این منطقه، به طغرل پیوست. چندی بعد طغرل با دریافت شکایتی از قتلمش مبنی بر آسیبی که مردمان سنجار بر سپاهش وارد ساختند، آن ناحیه را به محاصره درآورد و متصرف شد. پس از آن، طغرل امارت سنجار، موصل و نواحی اطراف آن را به ابراهیم ینال محول کرد و خود در اواخر سال ۴۴۹ ه‍.ق به بغداد مراجعت نمود.

## گسترش روابط طغرل و خلیفه
با وصول طغرل به مکانی در نزدیکی بغداد به نام قفص، وزیر خلیفه، ابوالقاسم ابن مسلمه، برای استقبال از او، از بغداد خارج شد و با نزدیک شدن به قفص، مورد استقبال عمیدالملک کندری و برخی از سران سپاه طغرل قرار گرفت. وزیر با حضور در نزد طغرل، مراتب احترام را به جای آورد و درود خلیفه بر طغرل را به وی ابلاغ کرد و جامی زرین مملو از گوهر و دیگر اشیاء ارزشمند بدو اهدا نمود. با درخواست طغرل مبنی بر ملاقات با خلیفه، القائم بامرلله در بیست و پنجم ذیقعدهٔ سال ۴۴۹ ه‍.ق به بارعام جلوس کرد و سرداران سپاه و بزرگان بغداد در درگاهش حاضر شدند. طغرل نیز با قایقی که توسط چندین قایق دیگر مشایعت می‌شد، در نزدیکی بارگاه فرود آمد و توسط یکی از اسب‌های خلیفه به قصر منتقل شد. طغرل مراتب احترام و دست‌بوسی نسبت به خلیفه را به جای آورد و در تختی معین جلوس کرد و خلیفه نیز به واسطهٔ وزیر از طغرل سپاسگزاری نمود و نسبت به اقداماتش ابراز خرسندی کرد. خلیفه همچنین با توصیه طغرل به عدالت و پرهیزگاری، حکومت بر قلمرو خویش را بدو واگذار کرد. در ادامه، طغرل به درخواست خلیفه و با حضور در خلعت‌خانهٔ دربار، به خلعتی ملبس شد و به دست‌بوسی خلیفه اقدام کرد و پس از این واقعه، طغرل از جانب خلیفه ملقب به پادشاه خاور و باختر گردید. در پایان مراسم، طغرل پیمان وفاداری نسبت به خلیفه بجا آورد و پس از خروج از بارعام، ارمغانی گرانبها برای خلیفه ارسال نمود.
شرح مفصل این رویداد بدین‌گونه است که در طی آن مراسم، تاج، طوق، بازوبند و هفت خلعت سیاه‌رنگ به عنوان نماد واگذاری فرمانروایی هفت اقلیم، توسط خلیفه به طغرل اهدا شد و علاوه بر آن، طغرل را به دستاری مُشک‌آلود و طلایی به نشانهٔ تاج عرب و افسر خسروی، ملبس کردند. سپس طغرل با خروج از خلعت‌خانه، عازم دربار خلیفه شد. طغرل در حالی که ملبس به تاج و دستار و شمشیر زرین و زیورهای گرانبها بود، با شکوه فراوان بر تختی معین‌شده برای او در دربار خلیفه، تکیه زد. طغرل به نیت شکرگزاری نسبت به خلیفه، درصدد زمین‌بوسی بود، اما وجود تاج خسروی مانع از این کار شد و در نتیجه در طی درخواستی از خلیفه، دو بار با خلیفه دست داد و سپس بر آن دست بوسه زد و بر دیدهٔ خویش نهاد. خلیفه نیز با آویختن شمشیری دیگر بر گردن طغرل و در نتیجه آویخته بودن دو شمشیر بر گردن او، فرمانروایی خاور و باختر را از آنِ او کرد و وی را پادشاه شرق و غرب لقب داد. در نتیجهٔ این اقدامات، طغرل بیک سلجوقی، به نقطهٔ اوج اقتدار سیاسی و نظامی خویش دست یافت.

## رویارویی طغرل و ابراهیم ینال

### منشأ اختلافات و نخستین درگیری
در نظام مبتنی بر کوچ‌نشینیِ ترکانِ آسیای مرکزی، خاقان، رهبر ترکان، از اختیارات نامحدود برخوردار نبود؛ اما پس از تسلط سلجوقیان بر ایران و آشنایی طغرل با قدرت مطلقهٔ پادشاهی، او این امر نظام را باب میل خود یافته و مایل به قبول اشخاصی هم‌پایهٔ خود نبود و دیگر بزرگان را همچون افراد تحت فرمان خویش به‌شمار می‌آورد. ابراهیم ینال که سرکردگی عده‌ای از ترکمانان، موسوم به ینالیان، را بر عهده داشت و به واسطهٔ همین نیرو، نقش برجسته‌ای را در موفقیت‌های سلجوقیان ایفا می‌کرد و نیز تلاش‌های فراوانی در جهت گسترش قلمرو سلجوقیان در غرب ایران و هجوم به آسیای صغیر کرده بود، تاب تکروی‌ها و فردگرایی‌های طغرل را نداشت و به همین علت از فرمان طغرل در سال ۴۴۱ ه‍.ق مبنی بر واگذاری همدان و دژهای مستقر در جبال به او، تمرد نمود و وزیر خود ابوعلی را — که مظنون به ایجاد توطئه میان او و طغرل در جهت ایجاد کدورت میان‌شان بود — به شدت تأدیب نمود و سپس به نبردی سخت با طغرل دست یازید که متحمل شکست شد و از برابر طغرل متواری شد و قلمروش تحت تسلط طغرل قرار گرفت. ابراهیم با پناه جستن در دژ سرماج، واقع در سرزمین جبال، به تمرد و عصیان خویش بر ضد برادر ادامه داد، اما با محاصرهٔ چهار روزهٔ دژ توسط سربازان پرشمار طغرل، سرانجام دژ فتح، و ابراهیم تسلیم شد. با وصول ابراهیم به طغرل، او مورد محبت طغرل قرار گرفت و بسیاری از متصرفاتش بدو بازگردانده، و نیز در مراجعت به سرزمین‌های تیول خود یا خدمت در رکاب طغرل، مختار شد که او دومین گزینه را برگزید.

### افزایش اقتدار ابراهیم ینال
پس از سال ۴۴۱ ه‍.ق، ابراهیم ینال با خدمات ارزشمندی که در رکاب طغرل انجام داد، وجاهت زیادی کسب کرد. سند این مدعا را روایتی می‌دانند بدین مضمون که در هنگام محاصرهٔ جزیرهٔ ابن عمر توسط طغرل در سال ۴۴۸ ه‍.ق، ابراهیم پس از پیوستن به طغرل، به سرزنش عمیدالملک کندری در باب رفتار احترام‌آمیز و محافظه‌کارانهٔ او پرداخت و عمیدالملک نیز در پاسخ او گفت: دیگر تو خود هر چه خواهی کن که نایب سلطانی. این سخن نمایانگر درجهٔ مقام و مرتبت ابراهیم در آن زمان است که در حد قائم مقام طغرل بوده است.

### بروز دوبارهٔ درگیری و سرانجام ابراهیم ینال
در سال ۴۵۰ ه‍.ق، ابراهیم به قصد جبال، موصل را ترک گفت. طغرل با تصور این حرکت به عنوان اقدامی عصیانگرانه بر علیه خود، بازگشت او به بغداد را خواستار شد و خلیفه نیز در این باب به نگارش نامه‌ای به ابراهیم اقدام نمود. در نتیجه ابراهیم به نزد طغرل مراجعت کرد و علاوه بر استقبال عمیدالملک کندری از او، خلعتی از جانب خلیفه نیز دریافت نمود. در هنگام ترک موصل توسط ابراهیم، ارسلان بساسیری و قریش بن بدران، بر آن منطقه مسلط شدند. طغرل نیز به دلیل روانه شدن اکثر سربازانش به سرزمین‌شان به علت فرارسیدن نوروز، تنها دوهزار سوارِ تحت فرمان داشت که پس از آگاهی از موضوع، به سمت موصل حرکت کرد؛ اما پیش از وی، ارسلان و قریش، آن منطقه را ترک کرده‌بودند. طغرل با هدف تعقیب آنان، روانهٔ نصیبین شد، اما در این بین، ابراهیم از همراهی با او امتناع کرد و عازم همدان شد و در رمضان ۴۵۰ ه‍.ق، بدان شهر وارد شد. طبق روایات، فاطمیان با او ارتباط برقرار کرده‌بودند و بساسیری نیز او را به طمع تاج و تخت گرفتار ساخته‌بود. طغرل در پی ابراهیم به همدان رسید، اما به علت لشکریان فراوانی که در اختیار ابراهیم بود و همچنین همراهی محمد و احمد، برادرزادگان ابراهیم و پسران ارتاش، با او و همچنین اندک بودن یاران خود، با صرف نظر از رویارویی، به ری مراجعت کرد و با نامه‌نگاری و برقراری ارتباط با آلب ارسلان، یاقوتی و قاورد، برادرزادگانش و پسران چغری، از آنان استمداد طلبید. آنان نیز در پاسخ، با لشکری انبوه به طغرل پیوستند و در نتیجه در نوزدهم جمادی‌الثانی ۴۵۱ ه‍.ق، در نزدیکی ری میان طغرل و ابراهیم نبردی واقع شد که به شکست ابراهیم و اسارت او توسط آلب ارسلان و همچنین گرفتاری برادرزادگانش منجر شد. ابراهیم به طغرل تحویل داده شد و در همان روز به دستور او توسط زهِ کمان خفه شده و به قتل رسید و برادرزادگان وی نیز کشته شدند.

## واپسین رویارویی طغرل و ارسلان بساسیری

### اقدامات بساسیری در غیبت طغرل
در مدت زمانی که طغرل به تعقیب ابراهیم ینال مشغول بود، بساسیری با بهره‌برداری از این موضوع، در هشتم ذی‌الهجهٔ ۴۵۰ ه‍.ق وارد بغداد شد که با مقاومت عمیدِ عراق که به فرماندهٔ نیروهای نظامی شهر اطلاق می‌شد و نیروهای تحت امرش و همچنین مردم کوچه و بازار روبرو شد، اما بر آنان فائق آمد و در مسجد آدینهٔ منصور به نام المستنصر بالله فاطمی خطبه جاری کرد. همچنین به دستور او، جملهٔ «حیّ علی خیر العمل» به سنت شیعیان به اذان افزوده شد. او به همراه سپاهش پس از ورود به بغداد در محلی به نام زاهر، اردوی خویش را برپا کرد و در نخستین آدینه‌ای که در بغداد حاضر می‌شد، خطبه را به نام المستنصر در مسجد رصافه جاری نمود. در همین زمان سلسله درگیری‌های میان هواداران بساسیری و حامیان خلافت عباسی رخ داد که در اثر گرایش اکثریت شیعه و سنی به بساسیری به علت آیین‌شان و رفتار ترکان با خود، عمید عراق درخواست تعلل در جنگ تا بازگشت طغرل را به وزیر خلیفه ارائه کرد، اما او وقعی ننهاد و شخصی به نام قاضی همدانی را مأمور جنگ با بساسیری کرد. به علت به‌کارگیری شیوه‌های جنگی مناسب توسط بساسیری، این نبرد با پیروزی او خاتمه یافت و یکی از محله‌های بغداد و کمی بعد درگاه خلافت مورد غارت و دست‌اندازی قرار گرفت و تعدادی از دیگر مناطق بغداد نیز تحت سیطرهٔ هواخواهان بساسیری درآمد. در حالی خلیفه به یاری عمید عراق چشم دوخته بود که وی در پناه قریش بن بدران، متحد بساسیری، درآمد و بدین ترتیب خلیفه و وزیرش به‌ناچار به کسب امان‌نامه از قریش بن بدران اقدام کرده و در پناهش قرار گرفتند. با وقوع این حادثه، بساسیری، پرسشی مبنی بر پایان همکاری با قریش بن بدران را برای او مطرح نمود که با پاسخ منفی او روبرو شد و همچنین وزیر، ابوالقاسم مسلمه، نیز تحویل بساسیری شد که به دستور او در پایان ذی‌الهجهٔ ۴۵۰ ه‍.ق، وزیر را با وضعی اسفبار به قتل رساندند و همچنین عمید عراق نیز به دستور بساسیری کشته شد، اما خلیفه را نخست در اردوگاه قریش بن بدران جای دادند و سپس به دستور بساسیری، به شخصی به نام مهارش بن مجلی، عموزادهٔ قریش بن بدران و حاکم حدیثه، سپردند که او نیز خلیفه را به حدیثه عانه منتقل کرد. از سوی دیگر، بساسیری سوار بر اسب در حالی که پرچم‌های مصری در اطرافش به اهتزاز درآمده بودند، در جهت برپایی نماز عید قربان به مصلای بغداد رفت و با مردم، علمای مذاهب مختلف و مادر خلیفه، رفتار مناسبی را در پیش گرفت. مدتی بعد بساسیری به واسط و بصره لشکرکشی کرد و این شهرها را به تصرف درآورد. او همچنین قصد لشکرکشی به اهواز را داشت، اما سرانجام با سازشی که میان او و حاکم آن ناحیه به نام هزار اسب بن بنکیر صورت گرفت، وی در شعبان ۴۵۱ ه‍.ق، به واسط مراجعت نمود.

### بازگرداندن خلیفه به بغداد توسط طغرل
طغرل پس از فراغت از مسئلهٔ ابراهیم ینال، با هدف بازگرداندن خلیفه به دارالخلافه، به عراق عرب رفت و در طی پیامی به بساسیری و قریش بن بدران، متعهد شد که در صورت بازگرداندن خلیفه به مکان خود و جاری ساختن خطبه و ضرب سکه به نام طغرل، از ورود به عراق صرف‌نظر کند، اما با رد این پیشنهاد توسط بساسیری، طغرل به سمت عراق حرکت کرد و بساسیری و یارانش در ششم ذی‌القعدهٔ ۴۵۱ ه‍.ق، آنجا را ترک گفتند. سپس طغرل وارد بغداد شد و با ارسال یکی از عالمان معتبر به نزد قریش بن بدران، از او به علت رفتار نیکو با خلیفه و همسرش، دختر چغری بیک، سپاسگزاری و بازگرداندن خلیفه به بغداد را طلب کرد. سرانجام خلیفه توسط مهارش به قلمرو بدر بن مهلهل انتقال یافت و مورد استقبال عمیدالملک کندری و جمعی دیگر از بزرگان که از جانب طغرل گسیل شده بودند، قرار گرفت. طغرل با وصول خلیفه به نهروان در بیست و چهارم ذی‌القعده، به استقبال او شتافت و از سلامت وی اظهار خرسندی کرد و متعهد به تعقیب بساسیری و سرکوبی فرمانروای مصر، مستنصربالله شد. خلیفه نیز با دست خویش شمشیری را بر کمر طغرل آویخت و او را ستایش نمود. سپس طغرل پیش از خلیفه عازم بغداد شد و با ورود خلیفه به بغداد که مصادف با بیست و پنجم ذی‌القعدهٔ ۴۵۱ ه‍.ق بود، طغرل لگام استرش را به دست گرفت و او را به اقامتگاهش رساند. پس از این خدمت، خلیفه او را مورد ستایش قرار داد و مخاطب جملهٔ ارکب یا رکن‌الدین ساخت. پیش از این طغرل ملقب به «رکن‌الدوله» بود و اعطای لقب «رکن‌الدین» اشاره به نقش مهم او در احیای جایگاه خلافت عباسی در مقابل خلافت فاطمی دارد.

### رویارویی طغرل و ارسلان بساسیری
طغرل لشکری را تحت فرماندهی خمارتگین طغرایی روانهٔ کوفه کرد و خود نیز به دنبال آنان گسیل شد و بساسیری و دبیس بن مزید را غافلگیر نمود. دبیس عازم بطیحه شد اما بساسیری به ستیز با طغرل پرداخت. سرانجام بساسیری پس از اسارت تعدادی از یارانش، کشته شد و سرش را برای طغرل فرستادند و او نیز در اواسط ذی‌الهجهٔ ۴۵۱ ه‍.ق، سر را به درگاه خلیفه ارسال کرد. پس از پیروزی طغرل، خلافت عباسی از دشمنی خطرناک رهایی یافت و بدین ترتیب طغرل به علت نقش ارزنده‌ای که در احیای خلافت عباسی بازی کرد، از موقعیت و پایگاه والایی برخوردار شد.
به روایتی دیگر، پس از وصول طغرل به بغداد، بساسیری شهر را ترک کرد. خلیفهٔ فاطمی و متحدان بساسیری همچون دبیس مزیدی و قریش عقیلی نیز حمایت خویش را از او دریغ کردند و او در سال ۴۵۱ ه‍.ق/۱۰۵۹ م به بندِ غلامِ عمیدالملک کندری به نام گمشتگین، گرفتار آمد و به قتل رسید و پس از آن، سر او را به بغداد فرستادند.

## سایر اقدامات و فتوحات طغرل

قلمرو سلسلهٔ سلجوقی ۱۰۳۷–۱۰۹۴ میلادی

طغرل پس از فراغت از وضعیت بغداد، عازم واسط شد. در طول این سفر دبیس بن مزید با میانجیگری هزاراسب بن بنکیر به خدمت طغرل رفت و اظهار فرمانبرداری کرد. طغرل واسط را با خراجش که سالیانه به دویست‌هزار می‌رسید، به ابوعلی بن فضلان واگذار کرد و بصره را نیز تحت عنوان تیول به اغر ابوسعد شاپور بن مظفر واگذار نمود. او تا حدود بطایح پیشروی کرد و در صفر ۴۵۲ ه‍.ق با مشایعت تعدادی از بزرگان، به بغداد مراجعت نمود و پس از دیدار با خلیفه و شرکت در جشنی که به افتخار او برپا شده بود، بغداد را در ازای چهارصد هزار دینار و به مدت سه سال به ابوالفتح مظفر بخشید و امیر برسق را نیز به عنوان شحنه، فرماندار نظامی، بغداد منصوب کرد و خود با ترک بغداد در ربیع‌الاول ۴۵۲ ه‍.ق، رهسپار سرزمین جبال شد. همچنین، طغرل در سال ۴۵۰ ه‍.ق، مملان بن وهسودان را جایگزین پدر در منصب حکومت بر آذربایجان کرد.
طغرل پس از خروج از عراق عرب در سال ۴۵۲ ه‍.ق، به سوی آذربایجان لشکرکشی نمود و در تبریز اقامت گزید و قتلمش از سوی او عازم موصل و دیار ربیعه شد. در همین سال نیز محمود بن اخرم خفاجی به دستور طغرل، امارت بنی خفاجه، کوفه و میرابی مجدد فرات را عهده‌دار شد.

## تسلط طغرل بر خلافت عباسی
طغرل به علت اقدامات دشوار و ارزنده‌ای همچون پایان استیلای آل بویه بر عراق عرب، سرکوب گردنکشان محلی، مقابله با غارتگران و آشوب‌طلبان و سرکوب هواخواهان قدرتمند خلافت فاطمیان مصر که به انجام رسانده‌بود، تنها به رهبری روحانی خلفای عباسی رضایت می‌داد و آن را برمی‌تابید. با بررسی اقدامات طغرل و مشاوران ایرانی‌اش می‌توان این‌گونه نتیجه‌گیری نمود که آنان قائل به قدرت روحانی خلیفه بودند و با نفی دخالت خلیفه در امور حکومتی، اختیارات حکومتی را در محدودهٔ قلمرو سلطنت متصور بودند. بر همین اساس، اقدامات خود را بر تضعیف و تحدید قدرت دنیوی خلیفه قرار دادند، که از آن جمله می‌توان به مشخص کردن حقوق مادی خلیفه و ممانعت از دخالت و تصرف او در بیت‌المال مسلمانان اشاره کرد.
طغرل پس از دمیدن جانی تازه در کالبد خلافت عباسی، و بازگرداندن خلیفه به بغداد، عمیدالملک را مأمور به ارسال پیامی به خلیفه کرد که بر اساس آن درآمد مناطقی از مرکز خلافت را جهت حضور خود و لشکریان فراوانش و مخارج آنان، خواستار شد. عمیدالملک با پیش‌بینی طرح این درخواست، در روزی توسط خلیفه، رهسپار درگاه خلیفه شد اما در میانهٔ راه با وزیر خلیفه، ابوالقاسم بن مسلمه، روبرو شد که حامل پیغامی برای طغرل بود. عمیدالملک نیز بدون طرح مأموریت خود با وزیر همراه شد و پس از حضور در نزد طغرل و با پیش‌بینی این امر برای طغرل که درخواست وزیر در جهت کسب درآمدِ زمینی برای گذران امورات خلیفه است، طغرل را این‌گونه مشاوره داد که انجام کار را به وی محول کند. طغرل نیز پس از دیدار با وزیر دریافت که پیش‌بینی عمیدالملک صحیح بوده است و وزیر چنین درخواستی دارد. در نتیجه، اجابت این خواسته را بر عهدهٔ عمیدالملک گذاشت و عمیدالملک نیز با دریافت کتاب قانون بغداد، تمامی امور را مشخص کرد و مقرری خلیفه را تعیین نمود. در نتیجهٔ فراست عمیدالملک، خلیفهٔ بغداد به طغرل وابسته شد و اوج این وابستگی در این مسئله بروز پیدا کرد. پس از این واقعه نیز خلیفه به‌ناچار درخواست‌های طغرل را اجابت می‌نمود.

### منش طغرل بیک سلجوقی در مواجهه با خلیفه
اهمیت ارتباط با خلافت عباسی در نزد سلجوقیان حتی پیش از قدرت‌گیری و ورود به جهان اسلام کاملاً روشن بود و صحت این ادعا را می‌توان در اولین اقدامات آنان به روشنی مشخص نمود. چنان‌که این دسته در نامه‌ای به سوری، حاکم خراسان، خویش را مولی امیرالمؤمنین خواندند و پس از فتح نیشابور در اجابت درخواست خلیفه از طغرل مبنی بر عدم غارت نیشابور، منجر به پرداخت چهل هزار دینار از جانب طغرل به چغری بیک شد، تا از غارت این شهر چشم‌پوشی نموده و بدین وسیله رضایت خلیفه جلب شود. همچنین سران سلجوقی پس از پیروزی در نبرد دندانقان به نگارش نامه‌ای به جانب خلیفه مبادرت ورزیدند و با شرح اعمال خویش در برابر سلطان مسعود و مشکلاتشان، از او درخواست تأیید حکومت خویش را نمودند، که این اقدام نیز در راستای کسب رضایت خلیفه و به خصوص کسب مشروعیت برای حکومت نوپای سلجوقی بود. ورود طغرل در سال ۴۴۷ ه‍.ق به بغداد که با روند فزایندهٔ قدرت‌گیری سلجوقیان همراه بود، منجر به تسلط بر بغداد و برانداختن حکومت آل‌بویه در آن ناحیه شد. بدین ترتیب، سلجوقیان به امرای چیره بر مرکز خلافت عباسی مبدل گشتند که با وجود تفاوت اساسی با حکومت‌های پیشین همچون آل‌بویه، سیاست آنان در قبال دستگاه خلافت را درپیش گرفتند و در آن تغییری ایجاد نکردند، به جز در زمان جانشینان طغرل که تفاوت اساسی در روابط با خلیفه بروز کرد. حکومت‌ها و امرای پیش از سلجوقیان گاهی با اعمال زور و گاهی با فرمانبرداری، مشروعیت خویش را از خلیفه دریافت می‌نمودند و دریافت حکم خلیفه و خطبه خواندن به نام حاکم امری لازم در مشروعیت آنان بود. به عبارت دیگر خلیفه به علت قدرت معنوی بالا و تأثیر بر روی مردم که اکثریت سنی بودند، فرمان نهایی را صادر می‌کرد به گونه‌ای که حتی آل‌بویه شیعه مذهب نیز خود را نیازمند تأیید آنان می‌دانستند. سلجوقیان نیز همچون پیشینیان در ابتدای کار، این سیاست را در پیش گرفتند. مقایسهٔ مراسم باریابی عضدالدوله و طغرل‌بیگ به نزد خلفای عباسی نیز نشانگر پیروی دقیق سلجوقیان از روش پیشنیان خویش است، چرا که تمامی اعمال طغرل در این مراسم همچون عضدالدوله بویه‌ای می‌باشد. دلیل ماندگاری این سیاست تا عصر سلجوقیان را اعتقاد حاکمان به این امر می‌دانند که خلیفه جانشین خدا بر روی زمین است و حق حکومت او الهی و متعلق به خاندان عباسی است. طغرل حتی در پیوند زناشویی نیز همانند عضدالدوله که دختر خویش را به ازدواج خلیفه درآورد عمل کرد و پیوند ازدواج میان خلیفه و فرزند برادرش برقرار نمود و بدین وسیله دین و دولت را در یکدیگر ادغام کرد. تنها اقدام متفاوت او با پیشینیان، وصلت با دختر خلیفه بود که با مخالفت جدی خلیفه مواجه شد، اما با فشارهایی که طغرل به وسیلهٔ قدرت مسلط خویش بر او وارد کرد، سرانجام این امر نیز انجام پذیرفت. احتمالاً طراح این ساختار در روابط با خلیفه، عمیدالملک کندری بود. وی، برخلاف طغرل که هیچ‌گونه آشنایی با سیستم اداری و حکومتی نداشت، بر این امور مسلط بود و نقش مشاور وی را بازی می‌کرد.

### وصلت طغرل با دختر خلیفه
در ذی‌القعدهٔ ۴۵۲ ه‍.ق، همسر طغرل در شهر زنجان وفات یافت و در ری به خاک سپرده شد. در نتیجهٔ این رویداد، طغرل با ارسال ابوساعد، قاضی ری، به نزد خلیفه، خواستار وصلت با دختر یا خواهر او شد، که در منابع مختلف در این باب اختلاف وجود دارد، اما توافق همگی بر این نکته است که امر مورد نظر، مخالفت خلیفه را در پی داشته است. زیرا که این درخواست و در نتیجه ازدواج فرزند خلیفه با یکی از سلاطین، امری بی‌سابقه بوده است و خلیفه نیز پس از استحضار از این موضوع برآشفت و با ارسال شخصی به نام ابومحمد تمیمی به نزد طغرل او را مختار گذاشت که در چشم‌پوشی از این وصلت یا ارسال سیصد هزار دینار برای خلیفه در کنار واگذاری درآمد واسط و اطراف آن، یکی را برگزیند. طغرل تصمیم به انصراف از این امر گرفت، اما با مشورت عمیدالملک با وی — که انصراف از این خواسته را موجب تصور ضعف وی می‌دانست — بنا بر آن شد که طغرل اقدام به پذیرش ظاهری شرایط خلیفه کند. بدین ترتیب، عمیدالملک با مقدار زیادی از اموال و جواهرات و با مشایعت ارسلان خاتون، همسر خلیفه و بزرگان حکومتی، به دربار خلیفه رفت. عمیدالملک پس از ارسال ارسلان خاتون، برادرزاده طغرل، به خانهٔ خلیفه، با خلیفه دیدار کرد و مأموریت خویش را شرح داد، اما با ناراحتی و پاسخ منفی و همچنین تهدید خلیفه روبرو شد که در صورت چشم‌پوشی نکردن از این امر، وی از بغداد خارج می‌شود. در این حال، خلیفه دستور داده‌بود که چادر اقامتگاهش را به نهروان منتقل سازند. در واکنش به این اقدام خلیفه، بزرگان دربارش او را از عواقب این کار بیم دادند و ابن دارست، وزیر خلیفه، ضیافتی به افتخار عمیدالملک ترتیب داد. علت ناراحتی خلیفه را نیز در این می‌دانند که ارسلان خاتون پس از اهدای هدایای طغرل به خلیفه، او را مطلع ساخت که طغرل بعضی از شروط را قبول کرده و تعدادی را نیز نمی‌پذیرد. پس از ناکامی عمیدالملک در جلب رضایت خلیفه، او با ناراحتی عازم همدان شد و طغرل نیز پس از اطلاع از این واقعه، با نگارش نامه‌ای به بزرگان دستگاه خلافت، به شکایت از ناسپاسی خلیفه در مقابل خدمات خود پرداخت و همچنین بازگشت همسر خلیفه، برادرزادهٔ طغرل، را خواستار شد. عمیدالملک در پی مخالفت خلیفه با وصلت طغرل و خواهر خود، پرداخت مواجب خلیفه را متوقف ساخت و بدین ترتیب او را مجاب به قبول این درخواست کرد. بدین ترتیب خلیفه با فشاری که بر وی وارد آمد، با درخواست طغرل موافقت کرد و با ارسال نامه‌ای به عمیدالملک، وکالت ازدواج دخترش را داد.
با انجام این مقدمات، در شعبان ۴۵۴ ه‍.ق، پیمان ازدواج میان طغرل و دختر خلیفه در خارج از شهر تبریز جاری شد و طغرل هدایای زیادی برای خلیفه، دخترش — که به ازدواجش درآمده‌بود — و دیگر اعضای خاندان خلیفه فرستاد. اغلب منابع، مهریه دختر یا خواهر خلیفه را چهارصد درهم نقره و یک دینار زر بیان کرده‌اند که به مقدار مهریهٔ فاطمه زهرا، دختر محمد پیامبر اسلام، بوده است. پس از عزیمت طغرل به ارمنستان در ۴۵۵ ه‍.ق، عمیدالملک به نزد خلیفه رفت و تقاضای برپایی مراسم ازدواج طغرل و دختر او را مطرح کرد، اما خلیفه تعهدات کتبی عمیدالملک را یادآوری کرد و با بیان این مطلب که هدف از این وصلت ارجمندی بوده نه همبستری، حضور طغرل در دارالخلافه را در صورت میل به دیدار عروس خویش مطرح کرد. در نیمهٔ صفر ۴۵۵ ه‍.ق، طغرل در دارالخلافه نزد دختر خلیفه حضور یافت و پس از ادای احترام به او، جواهرات و هدایای بسیاری نثارش کرد، اما عروس نقاب از چهره برنگرفت و در مقابل او برنخاست. با این حال طغرل چندین بار به نزد دختر رفت و او را مورد لطف خویش قرار داد، اما بدون کسب نتیجه در ربیع‌الاول سال ۴۵۵ ه‍.ق، عازم ری شد و اندکی پس از آن عمیدالملک مواجب خلیفه را متوقف ساخت و در نتیجه خلیفه به اجبار، دختر را به همراه قاضی‌القضات بغداد، عازم تبریز، که محل اقامت طغرل در آن زمان بود، کرد و پس از وصول آنان به تبریز، شهر را آذین بستند و بخشش‌های فراوان کردند و قاضی‌القضات نیز خطبهٔ نکاح را جاری ساخت.

## مرگ طغرل
طغرل با هدف انجام مراسم زفاف در دارالملک ری، رهسپار آن دیار شد، اما در نزدیکی ری بیماری وی را دربرگرفت و به علت گرمای هوا در روستای طجرشت (تجریش) که دارای هوای خنکی بود، اقامت گزید. او پس از مدتی کوتاه در رمضان ۴۵۵ ه‍.ق و پس از ۷۰ سال عمر و ۲۶ سال حکومت، قبل از زفاف با دختر یا خواهر خلیفه وفات یافت و در شهر ری برج طغرل مدفون شد.

## ساختار حکومت

### شیوهٔ کسب مشروعیت
به‌گفتهٔ مریم معزی و سمیه شعبان، حکومت‌هایی که در طول قرون متمادی، در ایران قدرت را به دست می‌گرفتند، با توسل بر شیوه‌های گوناگون در صدد تأمین مشروعیت خویش بودند، تا بتوانند در نزد عامه مقبولیت خویش را حفظ نموده و حیات حکومتشان را تضمین نمایند. یکی از مرسوم‌ترین شیوه‌ها پیش از قدرت‌گیری سلجوقیان برای تأمین مشروعیت، انتساب حکومت و بزرگان آن به شاهان گذشته ایران یا فرماندهان آنان و ساخت نسب‌نامه‌های جعلی بود که به وسیلهٔ آن درصدد کسب مشروعیت بودند و حکومتشان را موجه جلوه می‌دادند. اما طغرل برای کسب مشروعیت حکومت خویش از چندین روش بهره جست و به کمک آن مشروعیتی برای حکومت خویش تأمین کرد که تا مدت‌ها پایدار ماند. این شیوه‌ها بدین شرح هستند:

#### تأیید فقهای معاصر
شاید بتوان این مرحله را نخستین گام طغرل در راه کسب مشروعیت دانست که از طریق امارت استیلا صورت می‌پذیرفت. بر طبق شیوهٔ متداولی از مشروعیت‌گیری، حکومت‌های آن دوره به قوهٔ قهریه و به وسیلهٔ نیروی نظامی کنترل سرزمین‌ها را بر عهده می‌گرفتند و خلیفه نیز به منظور حفظ نظم و وحدت جامعه، فرمان حکومت آنان را صادر می‌کرد و به نوعی به آنان مشروعیت می‌بخشید. بدین ترتیب تمامی امیران و حاکمان فاتح در گام اول دارای مشروعیت و مقبولیتی پیش‌فرض از سوی خلیفه به علت پیروزی‌هایشان بودند و با به‌جای آوردن اعمالی همچون حفظ مقام خلافت، اجرای حدود، دینداری، دریافت عادلانهٔ وجوهات شرعی و… که بر هر حاکم مسلمان واجب بود، از سوی فقهای عصر تأیید می‌شدند.

#### کسب تأیید خلیفه
طغرل پس از کسب این نوع از مشروعیت و تأیید فقها، اقدام به کسب محبوبیت و مقبولیت در نزد خلیفه نمود و با گرامیداشت وی و رهانیدنش از مشکلاتی همچون طغیان بساسیری و سلطهٔ آل‌بویه و بزرگداشت او در کنار بخشیدن مال و اموال فراوان و خدمت پیوسته به درگاهش، توانست تأیید شخص خلیفه را به دست آورده و بدین وسیله تأییدیه حکومت خویش را از او دریافت نماید چرا که طغرل به خوبی از میزان نفوذ معنوی خلیفه در اذهان عمومی که اکثریت آن را اهل سنت تشکیل داده و در نتیجه معتقد به جایگاه خلیفه بودند، آگاهی داشت. اقدامات طغرل به برقراری روابط حسنه میان او و خلیفه و تأیید او توسط خلیفهٔ عباسی منجر شد.

#### جلب قلوب اکثریت مردم

##### جلب نظر بزرگان جامعه
طغرل در قدم بعدی اقدام به تألیف قلوب بزرگان و افرادی که دارای نفوذ زیادی در سطح جامعهٔ ایرانی بودند، نمود و این کار را به شیوه‌های گوناگون به اجرا درآورد. او همواره با علما و بزرگان به نشست و برخاست می‌پرداخت و آنان را گرامی می‌داشت. وی همچنین به تذکرات و نصایح آنان گوش فرا می‌سپرد و آنان را در امور خویش بکار می‌بست. طغرل عده‌ای از این بزرگان را از ملازمان خویش قرار داد تا همواره همراه وی باشند و بدین ترتیب آنان را همنشین خویش نمود. او حتی از گناه کسانی همچون ابوالحسن ماوردی که بر علیه وی توطئه‌چینی می‌کردند گذشت و او را مورد تکریم قرار داد و در مواجهه با بزرگان آن دوره همچون باباطاهر و … احترام زیادی نسبت به آنان ابراز داشت و از آنان نشانه یا وسیله‌هایی را به عنوان همراه همیشگی خود به ویژه در میدان نبرد حمل می‌کرد. به عقیدهٔ معزی و شعبان، طغرل تمامی این اعمال را به‌جای می‌آورد، چرا که نسبت به عمق اثرگذاری این دسته از افراد در جهت‌دهی به افکار عمومی آگاهی داشت.

##### به‌جای‌آوردن فرایض دینی
دیگر اقدام طغرل در راه کسب مشروعیت، گرامیداشت مذهب و برپایی اعمال و پیگیری مفاهیم مذهبی بود تا او را در سطح جامعه به عنوان شخصیتی مذهبی بشناسند، چرا که او به جو فوق‌العاده مذهبی آن دوران آگاهی داشت و قصد داشت از آن برای کسب مشروعیت حکومت خویش بهره جوید. او به به‌جای آوردن اعمال دینی از جمله نماز و روزه توجه نشان می‌داد و اعمال مستحب همچون صدقه را به‌جای می‌آورد و مساجد جدیدی را برپای می‌نمود. او همچنین به آغاز غزواتی به زعم خویش توجه نشان داد که در طی آن به جنگ با عمال رومی پرداخت و در طی یکی از این غزوه‌ها موفق به اسیر نمودن یکی از پادشاهان تابع حکومت روم شد و با بخششی که در آزادی وی نشان داد، موجب اقدامات مفید آن حاکم در حق مسلمانان از جمله ترمیم مسجد و برپایی نماز در محدودهٔ قلمرو خویش شد که با خواندن خطبه به نام طغرل همراه بود. طغرل همچنین هدایایی برای وی فرستاد و موفق به عقد صلح‌نامه‌ای با وی شد. اینچنین اقداماتی که به واسطهٔ اعمال طغرل توسط یکی از حاکمان رومی با وجود سابقهٔ دشمنی دیرین، انجام پذیرفت، در چشم مسلمانان آن دوره بسیار آمد و یکی از دلایل مشروعیت طغرل گشت.

##### جذب قلوب اهل تسنن
طغرل در راه کسب قلوب اکثریت مسلمانان آن دوره که اهل سنت بودند به اقدامات تنبیهی نسبت به دیگر مذاهب و ادیان روی آورد و آنان را مورد تعقیب و پیگیری قرار داد تا بتوانند رضایت جامعهٔ مسلمانان را کسب نماید. او در این راه به آزار و اذیت شیعیان پرداخت و آنان را به گفتن شعار سنیان در نماز به جای حی علی خیرالعمل واداشت و همچنین شیعیان اسماعیلی را آماج جملهٔ خویش قرار داد. او در ادامهٔ کار خویش زرتشتیان و مسیحیان را نیز مورد سرکوب و پیگرد قرار داد و علاوه بر راندن آنان از خود، مناصب مهم را به سنیان به خصوص شافعیان و حنفیان سپرد، که جمعیت غالب آن دوره بودند.

##### فرّهٔ ایزدی
طغرل پی برد که برای حکومت بر ایرانیان، باید وامدار عقاید و ساختار سیاسی گذشتهٔ آنان باشد تا بتواند با بهره‌گیری از آنان، حکومت خویش را مستقر سازد. او پیروزی خویش در کسب حکومت را ناشی از دارا بودن اقبال و یاری خداوند و پیامبر در این راه بیان می‌کرد و ادعا کرد که در خواب پیامبر را دیده که از او درخواست حفظ این حکومت را که از جانب خدا دریافت کرده، داشته است. او همچنین در این راه به آیاتی از قران تأسی جست و آنان را سند اثبات ادعای خویش قرار داد. اقدامات طغرل در این راه با موفقیت روبرو شد و مردم او را فرهمندی خواندند که دارای همت بلند بود، چرا که همت بلند از نشانه‌های شاهی بود. طغرل همچنین مسعود غزنوی را فردی شراب‌خوار و اهل لهو و لعب معرفی کرد تا صفات نیکو از وی مبری گردد و بدینگونه وجههٔ وی را تخریب می‌نمود. نمود تأثیر این تفکر را به اذهان خواصی همچون محمد غزالی و مردم می‌توان اینگونه به تصویر کشید که مسعود و حکومتش به علت از دست دادن فره ایزدی، در زمانی که به پیروزی نزدیک بودند، با چیره شدن خواب بی موقع بر مسعود، در مقابل طغرل مغلوب شدند و بدینوسیله اندیشهٔ دور شدن فره ایزدی با تقدیرگرایی گره خورد که از تفکرات غالب بر مردمان آن زمانه بود و شکست مسعود در برابر طغرل را به سود کامل طغرل تفسیر می‌کرد.

### دیوان‌سالاران ایرانی در حکومت طغرل و تأثیراتشان
اقامت طولانی‌مدت خاندان سلجوقیان در ماوراءالنهر - که از مراکز مهم فرهنگ ایرانی و اسلامی به‌شمار می‌رفت - و همچنین ضرورت آشنایی با زبان ساکنان آن دیار، موجب آشنایی این خاندان و زیردستانشان با زبان و فرهنگ ایرانی و اسلامی شد که برای مثال، می‌توان به دیدار طغرل با خلیفه در ۲۴ ذی‌قعدهٔ ۴۵۱ ه‍.ق اشاره کرد که در طی آن، عمیدالملک کندری، وظیفهٔ ترجمه میان این دو نفر را بر عهده گرفت، چنان‌که گفتار طغرل را به عربی و سخنان خلیفه را به فارسی ترجمه می‌کرد و این امر، نشان از تسلط طغرل بر زبان فارسی دارد. شناخت طغرل از فرهنگ ایرانی و اسلامی، وی را مجاب کرد که برای ادارهٔ سرزمین‌های سلجوقی، به عناصر ایرانی تکیه کند و از همین روی، تمامی وزیران و خدمت‌گزاران دولتی او از میان ایرانیان برگزیده شدند. دربارهٔ اعتماد طغرل به ایرانیان می‌توان به چنین سخنانی - که دربارهٔ مقام عمیدالملک کندری است - اشاره کرد: «طغرل با چشم و گوش وی می‌دید و می‌شنید و به اجازه و مشورت او کسانی را مقام می‌داد و کسانی را از مقام فرود می‌آورد.» وجود ایرانیان در دیوان‌های اداری به‌خصوص منصب وزارت، موجب آشنایی زیاد طغرل با مفاهیم رایج در فرهنگ سیاسی ایرانی و اسلامی شد که از جمله، می‌توان به موارد زیر اشاره کرد:
- پایگاه بلند و بی‌رقیب پادشاه به همراه منشأ الهی قدرتش؛
- وحدت سیاسی و ارضی به واسطهٔ تمرکز قدرت؛
- دربار پر زرق و برقی که به همراه انبوه خدمت‌گزارانش، بیانگر عظمت پادشاهی بود؛
- تشریفات و مراسمی که پیوسته اقتدار پادشاه را به نمایش می‌گذاشت؛
- دستگاه دیوانی که توسط وزیر و تحت نظارت پادشاه، سکان اداری مملکت را در دست داشت.

تمامی این آموزه‌ها توسط دولتمردان ایرانی به طغرل ارائه شد و مورد قبولش قرار گرفت. برگزیدن لقب «سلطان معظم» توسط طغرل و کوشش او برای به زیر فرمان درآوردن بزرگان دیگر سلجوقی و وادار نمودن آنان به اطاعت از مرکز - که با موفقیت همراه بود - متأثر از تلاش‌های طغرل برای احیای جایگاه سلطنت در بلندترین مقام آن بوده است. طغرل با وجود ملقب‌بودن به «رکن‌الدوله»، با غلبه بر بساسیری و زنده‌کردن خلافت عباسی، موفق به دریافت لقب «رکن‌الدین» شد و پس از آن نیز به واسطهٔ فعالیت عمیدالملک، به صورت کامل بر خلیفه و امور مالی او چیره شده و هم، موفق به ازدواج با دختر یا خواهر خلیفهٔ عباسی شد؛ امتیازی که قبل از او در میان فرمانروایان دیگر، سابقه نداشت. بدین ترتیب، وی فقط زعامت روحانی خلیفه را به رسمیت شناخت، که دستیابی او بدین مرتبت را باید از وجود شخصیتی با درایت همچون عمیدالملک کندری دانست.

#### وزیران طغرل
در باب وزرای طغرل در منابع متعدد اختلاف نظر وجود دارد که به عنوان مثال در کتاب راحه الصدور و آیه السرور، به ترتیب از سالار بوژکان، ابوالقاسم الکوبانی، ابااحمد الدهستانی عمروک و عمیدالملک ابوالنصر الکندری یاد شده است؛ اما در کتابی دیگر به نام العراضه فی الحکایه السلجوقیه، تنها اشاره به دو شخص به عنوان وزیران سلجوقی شده که شامل سالار ابوالقاسم کوبانی و عمیدالملک ابونصر کندری می‌شود. در فهرست ابن اثیر نام وزرا بدین شرح آمده است: ابوالقاسم علی بن عبدالله جوینی، رئیس‌الرؤسا ابوعبدالله حسین بن علی بن میکائیل، نظام‌الملک ابومحمد حسن محمد دهستانی و عمیدالملک کندری. رشید الدین فضل‌الله نیز سه نفر را به عنوان وزیران پیش از عمیدالملک مطرح می‌کند: سالار ابوالقاسم بوزجانی، ابوالقاسم کرمانی و احمد دهستانی. در آثار الوزراء نیز نام دو نفر طرح شده است: سالار ابوالقاسم بوزجانی و خواجه ابومنصور دارابی.

##### سالار ابوالقاسم بوزجانی
آنچه مورد یقین است اینکه در آغاز ورود سلجوقیان به خراسان، پیشکار و وزیر آنان سالار ابوالقاسم بوزجانی بود که بیهقی دربارهٔ او می‌گوید: «او مردی از کُفاة و دُهاةُ الرِّجال به‌شمار می‌رفت که از سوری، مأمور امور اداری و مالی خراسان از سوی غزنویان، لطمات فراوان دیده بود. به همین دلیل، وی کار ترکمانان را جان بر میان بست.» او در کنار اقداماتی که در جهت تحکیم قدرت سلجوقیان به جای آورد، کمک‌های زیادی در زمینهٔ مالی به آنان کرد.

##### عمیدالملک کندری
عمیدالملک ابونصر کندری مشهورترین وزیر طغرل سلجوقی بود. او از دهقان‌زادگانی بود که در کندر متولد شد و در نیشابور کسب دانش نمود. وزیری باهوش و توانا بود که در امور انشا، فصاحت، فن استیفا و سیافت، بسیار مهارت و سابقه داشت. با وجود نظرات مختلف پیرامون مدت وزارت او، یقین است که او در هنگام ورود طغرل به بغداد که مصادف با رمضان ۴۴۷ ه‍.ق بوده است، وزارت وی را بر عهده داشته است و بر همین اساس می‌توان تاریخ وزارت او را به قبل از این واقعه رساند. با توجه به سخن بنداری مبنی بر وزارت هشت ساله و چند ماههٔ عمیدالملک برای طغرل سلجوقی، می‌توان گفت که عمیدالملک در سال ۴۴۶ ه‍.ق، به منصب وزارت دست یافته است. همچنین در کتاب زبده النصره و نخبه العصره، دلیل آشنایی طغرل با عمیدالملک را نیاز طغرل به نویسنده‌ای مسلط بر زبان عربی و فارسی بیان کرده و موفق پدر ابوسهل نیز عمیدالملک را که جوانی با فکر پیر بود، بدو معرفی کرد. عمیدالملک تا پایان فرمانروایی طغرل در سال ۴۵۵ ه‍.ق، بر این منصب استوار بود و پس از آغاز سلطنت آلب ارسلان از منصبش برکنار شد و مدتی بعد نیز در اثر سعایت خواجه نظام‌الملک توسی و تعدادی دیگر از بزرگان سلجوقی، به قتل رسید.

### ساختار نظامی
طغرل به عنوان رئیس ایلات ترکمان، متکی به نیروی تیراندازان سوارکار ترک بود که در دشت‌های آسیای مرکزی از کودکی تیراندازی و سوارکاری را برای امرار معاش از طریق گله داری و شکار فراگرفته بودند. اینان در جنگاوری سرآمد نیروهای نظامی حکومت‌های متشکل از جمعیت‌های یکجانشین بودند. همچنین، این نیرو به سهولت قابل تأمین بود، حال آنکه هیچ حکومت یکجانشینی توان بسیج چنین نیروهای نظامی متحرکی را نداشت. همچنین، کمان اینها از جهت دقت، برد، قدرت نفوذ و سرعت آتش بر هر سلاحی پیش از اختراع سلاح گرم برتری داشت. در عین حال، اینان جز در میدان نبرد فرمانبردار خان نبودند و در سنت‌های قبیلگی شان تبعیت از حکمرانی یک سلطان مقتدر وجود نداشت. درنتیجه، بسیاری از آنان با خشنودی زیربار سلطنت طغرل نمی‌رفتند و خودسری آنان مایه شرم و دردسر برای طغرل و دیگر شاهان سلجوقی می‌شد.

## منش طغرل

### خصوصیات فردی
اگرچه گفتار مؤلفان کتب تاریخی پیرامون ویژگی‌های یک فرمانروا، قابل اتکا نیستند اما تکرار بعضی مطالب را می‌توان دال بر واقعیت آنان دانست. در کتاب زبده التواریخ، طغرل را فردی دلیر، بردبار، بخشنده، پیوسته مشغول به طاعت خداوند، نماز آدینه و روزهٔ دوشنبه و پنجشنبه و آراستن به خوی ارزنده معرفی کرده است و می‌گوید که او بسیار صبور بود و سخن سنجیده بر زبان می‌راند و در صدقه دادن و ساخت مساجد، کوشش و همت فراوان داشت. طغرل را بر مذهب حنفی می‌دانند. همچنین از خویشتنداری طغرل در برابر ماوردی و رعایت احترام او با وجود دستیابی به نامه‌ای که توسط ماوردی به نگارش درآمده و در آن به نکوهش طغرل در نزد خلیفه پرداخته بود، سخن می‌رانند و همچنین چشم‌پوشی او دربارهٔ یکی از کارگزاران نزدیکش که اسراری از او را در نزد امیر ابوکالیجار بویه‌ای فاش کرده‌بود، بیان می‌دارند. راوندی نیز به شرح ملاقات باباطاهر و طغرل می‌پردازد و این‌گونه بیان کرده که باباطاهر با خطاب قرار دادن طغرل از او پرسید: «ای ترک با خلق خدا چه خواهی کرد؟» طغرل نیز پاسخ گفت: «آنچه تو فرمایی.» و باباطاهر نیز در جواب گفت: «آن کن که خدا می‌فرماید.» و طغرل نیز بگریست و گفت چنین کنم. در ادامهٔ این روایت راوندی به دینداری طغرل اشاره دارد و نوشته است: «اعتقاد پاک و صفای عقیدت او چنین بود و در دین محمدی (صلعم) ازو دیندارتر و بیدارتر نبود.» در باب اجرای تکالیف عبادی توسط طغرل در کتاب منظر الانسان آمده است که «طغرل بک حلیم و کریم و دایم‌الصلاة با جماعت بود. روز دوشنبه و پنجشنبه روزه می‌داشت و صدقات بسیار می‌کرد و مساجد بنا می‌ساخت». بنداری نیز دربارهٔ طغرل و نحوهٔ حکومت او نوشته است: «در روزگار امارت وی کشور به گلستان می‌مانست. کشتن و خون ریختن را دوست نداشت و فرمان نمی‌داد.» اما ابن اثیر به نامه‌ای اشاره دارد که از جانب چغری بیک برای طغرل ارسال شد و مضمون آن نکوهش طغرل در باب ویرانی سرزمین‌های مفتوح توسط طغرل بود و در آن با یادآوری روزگار حقارت و سختی‌شان به طغرل، او ار از این اعمال برحذر داشت و طغرل نیز در پاسخ به او ویرانی سرزمین خراسان پس از تسلط چغری بیک بر آن را یادآور می‌شود و اعمال او را برایش یادآوری می‌نماید و همچنین بیان می‌دارد، که وی با ورود به مناطقی ویران و عدم امکان بازسازی آنان به علل نظامی، نسبت به ویرانی این شهرها اقدام نموده است. ابن اثیر نیز پس از بیان بسیاری از صفات نیکوی طغرل، مطالبی بدین شرح نیز بیان کرده که او همچنین مردی ستمکار و بیدادگر و سنگدل بود و سپاهش دارایی مردم به یغما می‌بردند و شب و روز دست‌شان در تاراجگری باز بود.

### سیاست دینی
طغرل را بر طریق اهل سنت و حنفی مذهب می‌دانند که متأثر از گرایش اولیه تمامی سلجوقیان به همراه سلجوق بن دقاق به مذهب حنفی بوده است. در بررسی احوال خلافت در دوران طغرل نیز می‌توان به تسلط ارسلان بساسیری بر اوضاع و نقش نجات‌بخش طغرل برای خلافت عباسی اشاره کرد که او را همانند احیاگر مقام خلیفه به عنوان رهبر مذهبی جامعهٔ اسلامی به همگان شناساند. او را در کار دین کوشا می‌دانند، چرا که به عنوان نمونه، به ساخت مسجد بزرگی در ری برای حنفی مذهبان آن شهر همت گماشت. روایتی نیز از نجم‌الدین راوندی بیان شده، بدین مضمون که ابوحنیفه پس از درخواست یاری از خداوند در صورت بر حق بودنش در خانهٔ کعبه، آوازی از هاتف بدین مضمون شنید که حق گفتی و رایت مذهب تو افراشته و صفهٔ اعتقاد تو نگاشته خواهد بود مادام که شمشیر در دست ترکان حنفی‌مذهب باشد. راوندی نیز از مقام و ارجمندی مذهب حنفی بدین‌گونه یاد کرده که حمایت ترکانی را دارا بود که با نیروی شمشیر، بر عرب و عجم و روم و روس غالب شدند و همچنین می‌گوید که سلاطین آل سلجوق چندان تربیت علمای اصحاب بوحنیفه کرده‌اند که اثر محبت ایشان در دل پیر و جوان مانده است. می‌توان گفت که حاکمان پس از طغرل نیز متمایل به مذهب حنفی بوده‌اند و حتی در آن کوشش فراوان داشتند. همچنین وزیر طغرل، عمیدالملک کندری را از حنفی‌مذهبان بسیار متعصب می‌دانند که دستور به نفرین شیعیان و رافضیان بر منابر خراسان داده‌بود. همچنین در سال ۴۴۵ ه‍.ق به واسطهٔ فعالیت‌های عمیدالملک کندری و ابوعلی حسن صندلی، خطیب حنفی‌مذهب نیشابور، طغرل به صدور اعلامیه‌ای بر ضد اشعریان اقدام کرد که نتیجهٔ آن را ستیز با شافعی مذهبان می‌دانند که در کلام، بسیار متمایل به اشعری‌مذهبان بودند. طغرل اقدام به صدور فرمانی مبنی بر لعن رافضیان، بدعت‌گزاران و اشاعره بر منابر و منع شافعی-اشعری‌ها از هرگونه فعالیت مذهبی نمود که متأثر از آن، ابوالحسن اشعری و پیروانش از سوی خطیبان، ملعون، بددین و اهل بدعت معرفی شدند. در این بین، نامهٔ ابوالقاسم قشیری به طغرل و علمای شهرهای اسلامی در دفاع از عقاید اشعری نیز سودی نبخشید و طغرل در اقدامی شدیدتر، فرمانی به همراه عمیدالملک صادر کرد که بر اساس آن بزرگان معترض شافعی‌مذهب نیشابور، طرد و تبعید شدند. پس از این رخدادها، حنفی‌ها در مرکز توجه قرار گرفتند و علاوه بر تأسیس مدرسهٔ سلطانی در نیشابور برای آنان، شعائرشان در مساجد جامع شهرها به اجرا درآمد و قاضیان حنفی‌مذهب در قلمرو سلجوقیان به قضاوت مشغول شدند. پس از ورود طغرل به بغداد نیز، این دسته مورد تکریم قرار گرفتند و به دستور عمیدالملک کندری، یکی از عالمان حنفی به نام ابی‌عبدالله دامغانی، جایگزین فقیهی شافعی در منصب قاضی‌القضاتی شد. این روند پس از مرگ طغرل در سال ۴۵۵ ه‍.ق، به مدت سی سال متوقف شد. بنابر روایت ابن جوزی در المنتظم فی تاریخ الملوک والامم و ابن حجر عسقلانی در لسان المیزان، پس از ورود طغرل بیک به بغداد در سال ۴۴۷، اهل سنت بغداد چندین بار کتاب‌های شیخ طوسی را سوزاندند. اهل سنت حملات خود را به شیعیان و علمای شیعه آغاز کردند، به کتاب‌خانه شیخ طوسی حمله برده و کتاب‌های او را در چند نوبت آتش زدند و شیخ نیز در این حوادث در خفا به سر می‌برد. نهایتاً، با نظارت عمیدالملک، خانهٔ وی را آتش زدند. پس از آن، شیخ از بغداد به نجف مهاجرت کرد و حوزهٔ علمیهٔ نجف را بنیان گذاشت.

## سکه‌شناسی

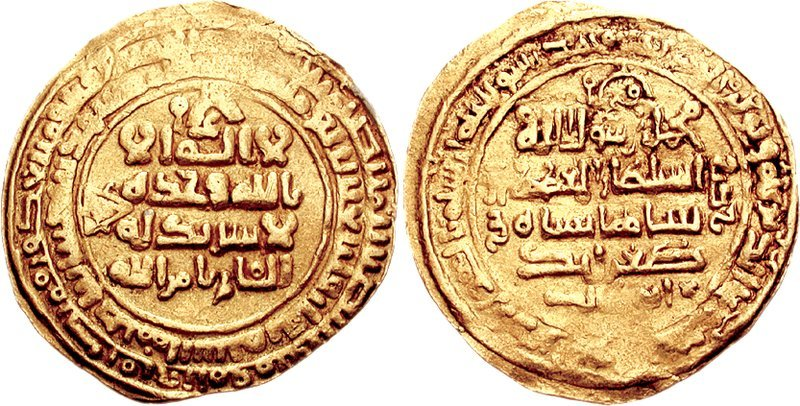
سکهٔ طغرل سلجوقی

سکه‌های بجامانده از سلاجقهٔ بزرگ، از جنس طلا، نقره و برنز است. به‌ویژه سکه‌های طلای ضرب‌شده در این دوره، دارای دقت و ظرافت خاصی در ساخت هستند و از عیار مناسب و بالایی برخوردارند. علاوه بر آن، اکثر مسکوکات سلاجقهٔ بزرگ از جنس طلا هستند و حتی بعضی از سکه‌های نقره نیز در قالب سکهٔ طلا، ضرب شده‌اند، بدین معنی که با وجود جنس نقره‌ای سکه، در حاشیه آن، متنی بدین صورت درج شده که «ضرب هذا الدنیر…» که اشاره به جنس طلا دارد و از درهم که بیانگر سکهٔ نقره است، سخنی به میان نیامده است. سکه‌های سلجوقی نیز از فرم و نوشتاری یکسان با مسکوکات مضروب در دیگر سلسله‌های ایرانی برخوردارند. القاب فرمانروایان نیز همچون السلطان العادل، السلطان الاعظم، السلطان المعظم، ملک الملوک، شاهنشاه، ابوالمظفر و مانند اینها بر روی سکه‌ها درج شده‌اند. در عصر سلجوقیان، ضرابخانه‌ها محدود و متمرکز بودند. در شهرهایی همچون ری، اهواز، فسا، سمیرم، واسط، ساوه، همدان، شیراز، بصره و برخی شهرهای دیگر، ضرابخانه‌ها به ضرب سکه مشغول بودند اما فعال‌ترین ضرابخانهٔ این دوره را در شهر نیشابور و پس از آن، اصفهان می‌دانند.

## اقدامات عمرانی
دورهٔ نخست حکومت سلاجقه بر ایران که به سلاجقهٔ بزرگ اختصاص داشته است، اقدامات عمرانی فراوانی را خود جای داده که نشانگر آغاز این فعالیت‌ها از ابتدای فتوحات سراج سلجوقی در ایران بوده است. اما امروزه به علت عدم کنکاش دقیق در منابع و همچنین کمبود منابعی که اختصاص به دورهٔ اولیه سلجوقیان داشته‌باشد، اقدامات نخستین حاکمان سلجوقی از دید مورخان مخفی مانده است، چرا که این دوره مشحون از رویدادهای سیاسی و نظامی می‌باشد که توجه مورخان را به خود جلب نموده‌اند و در کنار آن، رقابت‌های جاری میان سلسله‌ها در این بی‌خبری مؤثر بوده است. اما با کمی دقت می‌توان به برخی از اقدامات عمرانی در دورهٔ آغازین سلجوقیان پی برد چنان‌که در ابتدای سفرنامهٔ ناصرخسرو به تأسیس مدرسه‌ای در سال ۴۳۷ ه‍.ق و در شهر نیشابور اشاره دارد. طغرل در ادامهٔ مسیر فتوحات خویش، پس از فتح قطعهٔ تبرک، امر به تجدید بنای که تخریب شده بود، داد و عماراتی نیکو در آن برپا نمود. علاوه بر آن، طغرل به برپایی قصری در ده طجرشت اقدام نمود که در همان مکان نیز وفات یافت. طغرل با فتح عراق، اقدام به تأسیس شهری در در کنار دجله به همراه مسجد جامعی در آن نمود. همچنین از اقدامات عمرانی طغرل در واسط نیز روایتی موجود است. علاوه بر آن، از فعالیت‌های عمرانی طغرل در ری که مشتمل بر احداث بناهای عمومی همچون مدرسه، مسجد و مکان‌های عام‌المنفعه می‌باشد نیز سخن گفته‌شده و مسجد حنفیان ری را به نام جامع طغرل و از ساخته‌های وی می‌دانند. از مقبرهٔ طغرل نیز ذکری به میان آورده شده و گفته شده که طغرل بن ارسلان نیز در این مکان به خاک سپرده شده است. مطالعات باستان‌شناسی نیز آثاری چند را متعلق به این دوره می‌دانند که بنای مقبرهٔ چهل دختران دامغان، کتبیه و منار مسجد جامع دامغان و یکی از دو مقبرهٔ خرقان را که میان سال‌های ۴۵۰ تا ۴۶۰ ه‍.ق برپا گشته‌اند، از آن جمله می‌باشند. دیگر روایاتی که پیرامون اقدامات طغرل بیان شده، بازسازی ابنیه و عمارات اصفهان پس از حمله به آن شهر و تخریب آن است، که حتی نظر ناصرخسرو را نیز جلب کرده و بیان کرده که نام طغرل را بر دروازهٔ شهر خان لنجان، واقع در هفت فرسنگی اصفهان، حک نمودند و مردم نیز به اصفهان بازگشتند. از مجموع این مطالب چنین می‌توان گفت که سلجوقیان نخستین علاوه بر بعد نظامی و سیاسی که بدان شناخته می‌شوند، توجه ویژه‌ای به اقدامات عمرانی داشته‌اند اما سیر حوادث و بلایا بسیاری از آثار آن دوره را از میان برده‌اند و به همین دلیل بازشناسی این آثار و اقدامات عمرانی مستلزم کنکاش دقیق در آثار گذشتگان است.

### آرامگاه طغرل

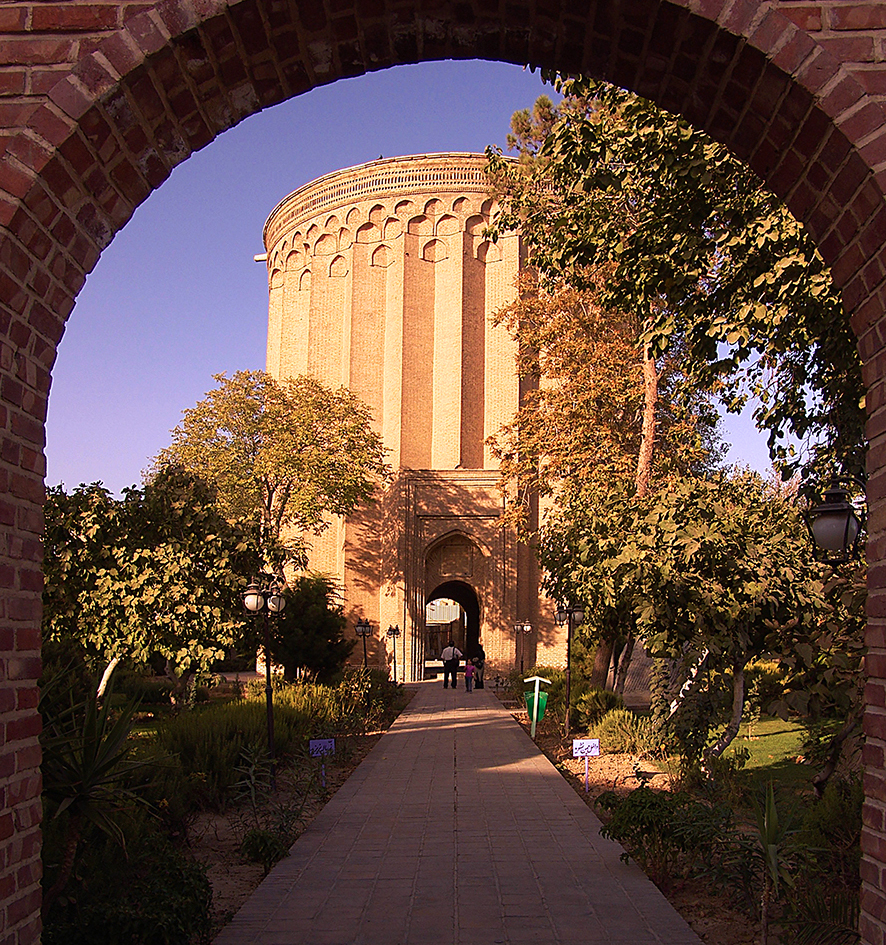
برج طغرل

پس از کسب موفقیت‌های متعدد و جایگاهی استثنائی توسط طغرل به کمک عمیدالملک و لقب «سلطان معظم» که به طغرل اطلاق می‌شد، وی نیازمند آرامگاهی باشکوه و شاهانه برخلاف سنت‌های صحرانشینی بود، که بدین منظور در شهر ری که پایتخت او بود، آرامگاهی به نام برج طغرل برای وی برپا شد. معماری نخستین آرامگاه‌هایی که در قرون نخستین پس از اسلام، در ایران برپا شدند متأثر از آتشکده‌های ساسانی — که چهارتاقی بودند و گنبدی نیز بر فراز خود داشتند — دانسته می‌شود. معماری دورهٔ سلجوقی دارای چندین شکل و طراحی است که برج طغرل به شکل برج مقبره‌ای ترکدار که نمای خارجی آن نیز ترکدار است، یکی از این اشکال است. برج طغرل را از جملهٔ زیباترین آثار مربوط به دورهٔ سلجوقیان به‌شمار می‌آورند. نقشه خارجی این برج به صورت ستاره‌ای ۲۴ گوشه است و بدنه آن از ترک‌های برجسته مثلثی‌شکل، تشکیل شده است. این برج در حدود ۲۱ متر ارتفاع و ۱۶ متر قطر دارد. نقشهٔ داخلی این برج به صورت دایره بوده و بدنهٔ آن را استوانه‌ای با پوشش آجر تشکیل می‌دهد.

## میراث طغرل

### تغییرات جمعیت شناختی
ورود سلجوقیان آغاز مهاجرت گسترده ترکان به فلات ایران و آناتولی بود و باعث تغییر نسبت قومیت‌های ساکن در مناطق شد و جمعیت ترکان فزونی یافت. علاوه بر آن، توازن مردم یکجانشین و کوچ نشین در نواحی شرقی سرزمین‌های اسلامی تغییر کرد و زان پس کوچ نشینان نقش فرهنگی و سیاسی پررنگی ایفا کردند که آثار آن تا سده نوزدهم میلادی برقرار بود.

### الگو فرمانروایی
سلجوقیان پس از ورود به ایران و تسلط بر امور، به منبع سرشار قدرت نهاد خلافت پی بردند و سعی نمودند تا به بهترین نحو از آن بهره‌برداری نمایند. فرمانروایی همچون طغرل در جهت حفظ مصالح سیاسی، تکریم خلیفه را همیشه در نظر داشت و او را از مشکلاتی همچون فاطمیان و آل‌بویه که در قلمرو خلافت ریشه دوانیده‌بودند رهایی بخشید تا از این طریق به کسب مشروعیت نیز بپردازد اما از آن جهت که نهاد خلافت در کنار منبع مشروعیت برای سلجوقیان، مانعی جدی در راه مرکزیت و برقراری نظارت بر امور مذهبی نیز بود، در کنار ابقا خلافت، هرگونه قدرت مادی و دنیوی خلیفه را انکار کردند و از روش‌های گوناگون همچون انتصاب وزرا و برقراری پیوندهای خانوادگی با خاندان خلیفه، درصدد گستراندن سایهٔ نظارت و اشراف خویش بر خلیفه برآمدند.

### برپایی دستگاه نظارت
عهد سلجوقیان به خصوص طغرل شاهد مقامی بود که همچون اهرمی در جهت کنترل و اعمال فشار بر خلیفه، مورد استفاده قرار می‌گرفت. این مقام شامل نمایندگان سلطان و شحنهٔ منصوب او بود که قدرت خلیفه و گماشتگان وی را زیر ذره‌بین خویش داشت و در کنار آن وظایف نظامی را در جهت حفظ امنیت در عراق و بغداد، به انجام می‌رسانید. در نتیجه، منصب شحنه با دو بازوی اجرایی و نظامی همچون تیغی بر گلوی خلیفه قرار داشت و قدرت مانور خلیفه را که دارای حد و مرزی نبود با اعمال کنترل و فشار، با محدودیت مواجه می‌ساخت تا قدرت طغیان در برابر سلطان را از او سلب نماید.

### بروز درگیری‌های مذهبی
پیش از ورود سلجوقیان اغلب مناطق مرکزی جهان اسلام شامل ایران، عراق و مصر تحت امارت شیعیان بود، به‌طوری‌که در سال ۳۹۰ ه‍.ق/۱۰۰۰ م از قدرت‌های بزرگ جهان اسلام، فقط غزنویان اهل تسنن بودند. سلجوقیان که سنی‌مذهب بودند، برتری اهل سنت را در سرزمین‌هایی که تصرف می‌کردند، تثبیت نمودند.
سلجوقیان پس از ورود به ایران و آشنایی با نهاد قدرت و حکومت در این ناحیه و همچنین جهان اسلام، درصدد جلب رضایت خلیفهٔ عباسی و عامهٔ مردم برآمدند تا بدین وسیله مشروعیت و مقبولیت حکومت خویش را تأمین نموده و پایه‌های خود را استوار سازند. آنان در مسیر جلب نظر اکثریت اهل سنت و نهاد خلافت که در رأس آن قرار داشت، به مبارزه‌ای بی‌امان با شیعیان روی آوردند و در این راه زیاده‌روی کردند چرا که این اقدامات سختگیرانه و ستیزه‌جویانه را تنها راه‌حل احیای قدرت معنوی خلیفه می‌دانستند. اهل سنت نیز پس از مدت‌ها اختلافات درون مذهبی، به بازسازی و سازماندهی خویش در برابر شیعیان پرداختند و با حمایت حکومت، آتش درگیری بر ضد شیعیان را برافروختند. اگرچه شیعیان نیز تا این دوره دارای قدرت و بنیان‌های سیاسی مستحکم گشته‌بودند که معلول چندین دهه حکومت آل‌بویه بر ایران و عراق و حمایت آشکارشان از مذهب شیعه بود. در نتیجه این گروه با جمعیت و قدرت قابل توجهِ خود، دشمنانی خطرناک به‌شمار می‌آمدند که در برابر خلافت عباسی و اهل سنت قرار داشتند و با عملیات‌های گستردهٔ سیاسی و نظامی شیعیان اسماعیلیه، عملاً برخورد متقابل این دسته با اهل سنت و دستگاه حکومت — که حامی آنان بود — صورت پذیرفت. ترکان سلجوقی نیز این شرایط آشفته را دستاویزی برای سرکوب رقبا و مخالفان خویش قرار دادند و درگیری‌های مذهبی موجب گسترش افترا، تهمت، دسیسه‌چینی و اقداماتِ این‌گونه شد که با تبدیل به شمشیری بُران، رقبای هر دسته را هدف قرار می‌داد و درگیری‌های شدیدی را موجب می‌گشت. با قدرت‌گیری طغرل و اقدامات او در سرکوب آل‌بویه، فاطمیان و خدمت به خلافت اهل سنت، شیعیان تحت فشار قرار گرفتند و حتی در تعلیم و نشر عقاید خویش با محدودیت مواجه شدند. سلجوقیان پس از گِرَوِش به اسلام، به مذهب حنفی درآمدند. عمیدالملک کندری، وزیر طغرل و از حنفی‌مذهبان متعصب، وضعیت موجود را مناسب ارزیابی نمود و جریان را در ابتدا بر علیه شیعیانِ مخالف اهل سنت و در قدم بعدی بر ضد شافعیانِ رقیب خود هدایت نمود. او با کسب مجوز از طغرل، لعن شیعیان و اشاعره را بر منابر جاری ساخت و آنچنان مخالفان را به بهانه‌های نظامی و مذهبی مورد فشار قرار داد و فقیهان حنفی‌مذهب را بر ضد شافعیان شوراند که سرانجام عده‌ای از بزرگان فِرَقِ رقیب همچون ابوالقاسم قشیری و امام ابوالمعالی جوینی، مهاجرت از این حلقهٔ تنگ تعصبات مذهبی را بر ماندن ترجیح دادند. اگرچه وزنهٔ قدرت میان رقبا گاهی جابه‌جا می‌شد و به‌طور مثال در دورهٔ بعدی به نفع نظام‌الملک شافعی‌مذهب سنگینی کرد، اما این سلسله از درگیری‌ها در سرتاسر دورهٔ سلجوقی بر قوت خویش باقی ماند.

## پیامد مرگ طغرل و تصمیمش دربارهٔ جانشین
طغرل پیش از وفات خویش، فرزند کوچک‌تر چغری بیک که سلیمان نام داشت، را به جانشینی برگزید و با این اقدام خود شخصیتی فاقد اهمیت در خور را که حتی به ندرت مورد گریز منابع قرار گرفته‌بود، نامزد کسب قدرت نمود. اگرچه این واقعیت همچنان مورد توجه بود که اتحاد بخش شرقی و غربی فرمانروایی سلجوقیان، شخصیتی قدرتمند در نقش سلطان سلجوقی را می‌طلبد تا بر آن احاطه داشته‌باشد. حکمرانی یکپارچه و متحد، پیش از این واقعیت نپذیرفته‌بود چرا که عناصر قدرتمندی در سرزمین تحت سلطهٔ سلجوقیان مستقر بودند که با عدم تمایل به تمرکز قدرت در مرکز، از این امر ممانعت به عمل می‌آوردند. این دسته را افراد خاندان سلجوقی تشکیل می‌دادند و ترکمانان که طبیعتی آزاد و فاقد سلسله مراتب و انتظام داشتند، نیز در راستای اقدامات آنان عمل می‌نمودند و هرج و مرج می‌آفریدند. همراه با آنان، باید به بسیاری از سپهسالاران سلجوقی اشاره‌کرد که به اطاعت درآوردنشان منوط به حیات حکومت مرکزی قدرتمندی بود که نیروی نظامی حرفه‌ای و دائمی را تحت فرمان خویش داشته‌باشد. دو تن از همین دسته به نام‌های یاغی بسن و اردم، در قزوین خطبه به نام آلپ‌ارسلان جاری کرده و جانشینی وی را اعلام نمودند. در سمت دیگر، سلیمان در مقام ولیعهدی خویش از حمایت عمیدالملک کندری، وزیر طغرل، برخوردار بود چرا که شخص وزیر ادامهٔ حیات و اقتدار سیاسی خویش را در گرو قدرت‌گیری سلیمان می‌دید و ستارهٔ بختش را با حکومت آلپ‌ارسلان رو به افول می‌یافت چرا که وزیر و ملازم دست‌پرورده‌ای همچون نظام‌الملک در رکاب وی حضور داشت. در جبههٔ مقابل، نظام‌الملک دوراندیش با تمام توان به حمایت از آلپ‌ارسلان و بازی در عرصهٔ قدرت پرداخت. سرانجام آلپ ارسلان با اتکا بر تجربیات زمامداری خویش در خراسان و اندوخته‌های نظامی خویش که به وضوح بر سلیمان برتری داشت، جبههٔ مقابل را سلیمان و عمیدالملک را شامل می‌شد، به قبول شکست و گردن نهان به اقتدارش واداشت. اگرچه گسترش سریع این اقتدار به تمام نواحی فرمانروایی به علت وجود مترصدان فرصتی همچون قتلمش و یارانش که در کوه‌های البرز واقع در جنوب دریای خزر به انتظار نشسته بودند، حیاتی می‌نمودند چرا که این دسته با هدف تسخیر قدرت، خیال یورش بر شهرهای کلیدی همچون ری و قزوین را در سر می‌پروراندند. سرانجام آلپ‌ارسلان پیروز شد و در اثر آن کندری به سراشیبی سقوط افتاد و مدتی پس از دستگیری، با دسیسه‌های خواجه نظام‌الملک به قتل رسید.

## تبارنامهٔ سلجوقیان
|  |  |            |            |            |            |                   |                   |                   |                   |                   |                   |                 |                 |                 |                 |                 |                 |                 |                 |            |            |            |            |            |            |  |  |           |           |            |            |            |            |            |            | دقاق تیمور یالیغ |            |            |            |           |           |           |           |                 |                 |                 |                 |                 |                 |            |            |                  |                  |                  |                  |                  |                  |               |               |               |               |              |              |         |         |  |  |  |  |  |  |  |  |  |  |  |  |  |  |  |  |  |  |  |  |  |  |  |  |  |  |  |  |  |  |  |  |  |  |  |  |  |  |
|  |  |            |            |            |            |                   |                   |                   |                   |                   |                   |                 |                 |                 |                 |                 |                 |                 |                 |            |            |            |            |            |            |  |  |           |           |            |            |            |            |            |            |                  |            |            |            |           |           |           |           |                 |                 |                 |                 |                 |                 |            |            |                  |                  |                  |                  |                  |                  |               |               |               |               |              |              |         |         |  |  |  |  |  |  |  |  |  |  |  |  |  |  |  |  |  |  |  |  |  |  |  |  |  |  |  |  |  |  |  |  |  |  |  |  |  |  |
|  |  |            |            |            |            |                   |                   |                   |                   |                   |                   |                 |                 |                 |                 |                 |                 |                 |                 |            |            |            |            |            |            |  |  |           |           |            |            |            |            |            |            | سلجوق بیگ        |            |            |            |           |           |           |           |                 |                 |                 |                 |                 |                 |            |            |                  |                  |                  |                  |                  |                  |               |               |               |               |              |              |         |         |  |  |  |  |  |  |  |  |  |  |  |  |  |  |  |  |  |  |  |  |  |  |  |  |  |  |  |  |  |  |  |  |  |  |  |  |  |  |
|  |  |            |            |            |            |                   |                   |                   |                   |                   |                   |                 |                 |                 |                 |                 |                 |                 |                 |            |            |            |            |            |            |  |  |           |           |            |            |            |            |            |            |                  |            |            |            |           |           |           |           |                 |                 |                 |                 |                 |                 |            |            |                  |                  |                  |                  |                  |                  |               |               |               |               |              |              |         |         |  |  |  |  |  |  |  |  |  |  |  |  |  |  |  |  |  |  |  |  |  |  |  |  |  |  |  |  |  |  |  |  |  |  |  |  |  |  |
|  |  |            |            |            |            |                   |                   |                   |                   |                   |                   |                 |                 |                 |                 |                 |                 |                 |                 |            |            |            |            |            |            |  |  |           |           |            |            |            |            |            |            |                  |            |            |            |           |           |           |           |                 |                 |                 |                 |                 |                 |            |            |                  |                  |                  |                  |                  |                  |               |               |               |               |              |              |         |         |  |  |  |  |  |  |  |  |  |  |  |  |  |  |  |  |  |  |  |  |  |  |  |  |  |  |  |  |  |  |  |  |  |  |  |  |  |  |
|  |  |            |            |            |            |                   |                   |                   |                   |                   |                   |                 |                 | ارسلان اسرائیل  | ارسلان اسرائیل  | ارسلان اسرائیل  | ارسلان اسرائیل  | ارسلان اسرائیل  | ارسلان اسرائیل  |            |            |            |            |            |            |  |  |           |           |            |            |            |            |            |            |                  |            |            |            | میکائیل   | میکائیل   | میکائیل   | میکائیل   | میکائیل         | میکائیل         |                 |                 |                 |                 |            |            | موسی             | موسی             | موسی             | موسی             | موسی             | موسی             |               |               |               |               |              |              |         |         |  |  |  |  |  |  |  |  |  |  |  |  |  |  |  |  |  |  |  |  |  |  |  |  |  |  |  |  |  |  |  |  |  |  |  |  |  |  |
|  |  |            |            |            |            |                   |                   |                   |                   |                   |                   |                 |                 | ارسلان اسرائیل  | ارسلان اسرائیل  | ارسلان اسرائیل  | ارسلان اسرائیل  | ارسلان اسرائیل  | ارسلان اسرائیل  |            |            |            |            |            |            |  |  |           |           |            |            |            |            |            |            |                  |            |            |            | میکائیل   | میکائیل   | میکائیل   | میکائیل   | میکائیل         | میکائیل         |                 |                 |                 |                 |            |            | موسی             | موسی             | موسی             | موسی             | موسی             | موسی             |               |               |               |               |              |              |         |         |  |  |  |  |  |  |  |  |  |  |  |  |  |  |  |  |  |  |  |  |  |  |  |  |  |  |  |  |  |  |  |  |  |  |  |  |  |  |
|  |  |            |            |            |            |                   |                   |                   |                   |                   |                   |                 |                 |                 |                 |                 |                 |                 |                 |            |            |            |            |            |            |  |  |           |           |            |            |            |            |            |            |                  |            |            |            |           |           |           |           |                 |                 |                 |                 |                 |                 |            |            |                  |                  |                  |                  |                  |                  |               |               |               |               |              |              |         |         |  |  |  |  |  |  |  |  |  |  |  |  |  |  |  |  |  |  |  |  |  |  |  |  |  |  |  |  |  |  |  |  |  |  |  |  |  |  |
|  |  |            |            |            |            |                   |                   |                   |                   |                   |                   |                 |                 | قتلمش           | قتلمش           | قتلمش           | قتلمش           | قتلمش           | قتلمش           |            |            |            |            |            |            |  |  |           |           |            |            |            |            |            |            | چغری بیگ         | چغری بیگ   | چغری بیگ   | چغری بیگ   | چغری بیگ  | چغری بیگ  |           |           |                 |                 |                 |                 | طغرل یکم        | طغرل یکم        | طغرل یکم   | طغرل یکم   | طغرل یکم         | طغرل یکم         |                  |                  |                  |                  | ابراهیم ینال  | ابراهیم ینال  | ابراهیم ینال  | ابراهیم ینال  | ابراهیم ینال | ابراهیم ینال |         |         |  |  |  |  |  |  |  |  |  |  |  |  |  |  |  |  |  |  |  |  |  |  |  |  |  |  |  |  |  |  |  |  |  |  |  |  |  |  |
|  |  |            |            |            |            |                   |                   |                   |                   |                   |                   |                 |                 | قتلمش           | قتلمش           | قتلمش           | قتلمش           | قتلمش           | قتلمش           |            |            |            |            |            |            |  |  |           |           |            |            |            |            |            |            | چغری بیگ         | چغری بیگ   | چغری بیگ   | چغری بیگ   | چغری بیگ  | چغری بیگ  |           |           |                 |                 |                 |                 | طغرل یکم        | طغرل یکم        | طغرل یکم   | طغرل یکم   | طغرل یکم         | طغرل یکم         |                  |                  |                  |                  | ابراهیم ینال  | ابراهیم ینال  | ابراهیم ینال  | ابراهیم ینال  | ابراهیم ینال | ابراهیم ینال |         |         |  |  |  |  |  |  |  |  |  |  |  |  |  |  |  |  |  |  |  |  |  |  |  |  |  |  |  |  |  |  |  |  |  |  |  |  |  |  |
|  |  |            |            |            |            |                   |                   |                   |                   |                   |                   |                 |                 |                 |                 |                 |                 |                 |                 |            |            |            |            |            |            |  |  |           |           |            |            |            |            |            |            |                  |            |            |            |           |           |           |           |                 |                 |                 |                 |                 |                 |            |            |                  |                  |                  |                  |                  |                  |               |               |               |               |              |              |         |         |  |  |  |  |  |  |  |  |  |  |  |  |  |  |  |  |  |  |  |  |  |  |  |  |  |  |  |  |  |  |  |  |  |  |  |  |  |  |
|  |  |            |            |            |            |                   |                   |                   |                   |                   |                   |                 |                 |                 |                 |                 |                 |                 |                 |            |            |            |            |            |            |  |  |           |           |            |            |            |            |            |            |                  |            |            |            |           |           |           |           |                 |                 |                 |                 |                 |                 |            |            |                  |                  |                  |                  |                  |                  |               |               |               |               |              |              |         |         |  |  |  |  |  |  |  |  |  |  |  |  |  |  |  |  |  |  |  |  |  |  |  |  |  |  |  |  |  |  |  |  |  |  |  |  |  |  |
|  |  |            |            |            |            |                   |                   |                   |                   | سلیمان یکم        | سلیمان یکم        | سلیمان یکم      | سلیمان یکم      | سلیمان یکم      | سلیمان یکم      |                 |                 | منصور           | منصور           | منصور      | منصور      | منصور      | منصور      |            |            |  |  |           |           |            |            |            |            | آلپ ارسلان | آلپ ارسلان | آلپ ارسلان       | آلپ ارسلان | آلپ ارسلان | آلپ ارسلان |           |           |           |           | سلیمان          | سلیمان          | سلیمان          | سلیمان          | سلیمان          | سلیمان          |            |            | قرا ارسلان قاورد | قرا ارسلان قاورد | قرا ارسلان قاورد | قرا ارسلان قاورد | قرا ارسلان قاورد | قرا ارسلان قاورد |               |               |               |               |              |              |         |         |  |  |  |  |  |  |  |  |  |  |  |  |  |  |  |  |  |  |  |  |  |  |  |  |  |  |  |  |  |  |  |  |  |  |  |  |  |  |
|  |  |            |            |            |            |                   |                   |                   |                   | سلیمان یکم        | سلیمان یکم        | سلیمان یکم      | سلیمان یکم      | سلیمان یکم      | سلیمان یکم      |                 |                 | منصور           | منصور           | منصور      | منصور      | منصور      | منصور      |            |            |  |  |           |           |            |            |            |            | آلپ ارسلان | آلپ ارسلان | آلپ ارسلان       | آلپ ارسلان | آلپ ارسلان | آلپ ارسلان |           |           |           |           | سلیمان          | سلیمان          | سلیمان          | سلیمان          | سلیمان          | سلیمان          |            |            | قرا ارسلان قاورد | قرا ارسلان قاورد | قرا ارسلان قاورد | قرا ارسلان قاورد | قرا ارسلان قاورد | قرا ارسلان قاورد |               |               |               |               |              |              |         |         |  |  |  |  |  |  |  |  |  |  |  |  |  |  |  |  |  |  |  |  |  |  |  |  |  |  |  |  |  |  |  |  |  |  |  |  |  |  |
|  |  |            |            |            |            |                   |                   |                   |                   |                   |                   |                 |                 |                 |                 |                 |                 |                 |                 |            |            |            |            |            |            |  |  |           |           |            |            |            |            |            |            |                  |            |            |            |           |           |           |           |                 |                 |                 |                 |                 |                 |            |            |                  |                  |                  |                  |                  |                  |               |               |               |               |              |              |         |         |  |  |  |  |  |  |  |  |  |  |  |  |  |  |  |  |  |  |  |  |  |  |  |  |  |  |  |  |  |  |  |  |  |  |  |  |  |  |
|  |  |            |            |            |            |                   |                   |                   |                   | قلیچ ارسلان یکم   | قلیچ ارسلان یکم   | قلیچ ارسلان یکم | قلیچ ارسلان یکم | قلیچ ارسلان یکم | قلیچ ارسلان یکم |                 |                 |                 |                 |            |            |            |            |            |            |  |  |           |           | ملکشاه یکم | ملکشاه یکم | ملکشاه یکم | ملکشاه یکم | ملکشاه یکم | ملکشاه یکم |                  |            |            |            | تتش       | تتش       | تتش       | تتش       | تتش             | تتش             |                 |                 | تکش             | تکش             | تکش        | تکش        | تکش              | تکش              |                  |                  | ارسلان ارغوان    | ارسلان ارغوان    | ارسلان ارغوان | ارسلان ارغوان | ارسلان ارغوان | ارسلان ارغوان |              |              |         |         |  |  |  |  |  |  |  |  |  |  |  |  |  |  |  |  |  |  |  |  |  |  |  |  |  |  |  |  |  |  |  |  |  |  |  |  |  |  |
|  |  |            |            |            |            |                   |                   |                   |                   | قلیچ ارسلان یکم   | قلیچ ارسلان یکم   | قلیچ ارسلان یکم | قلیچ ارسلان یکم | قلیچ ارسلان یکم | قلیچ ارسلان یکم |                 |                 |                 |                 |            |            |            |            |            |            |  |  |           |           | ملکشاه یکم | ملکشاه یکم | ملکشاه یکم | ملکشاه یکم | ملکشاه یکم | ملکشاه یکم |                  |            |            |            | تتش       | تتش       | تتش       | تتش       | تتش             | تتش             |                 |                 | تکش             | تکش             | تکش        | تکش        | تکش              | تکش              |                  |                  | ارسلان ارغوان    | ارسلان ارغوان    | ارسلان ارغوان | ارسلان ارغوان | ارسلان ارغوان | ارسلان ارغوان |              |              |         |         |  |  |  |  |  |  |  |  |  |  |  |  |  |  |  |  |  |  |  |  |  |  |  |  |  |  |  |  |  |  |  |  |  |  |  |  |  |  |
|  |  |            |            |            |            |                   |                   |                   |                   |                   |                   |                 |                 |                 |                 |                 |                 |                 |                 |            |            |            |            |            |            |  |  |           |           |            |            |            |            |            |            |                  |            |            |            |           |           |           |           |                 |                 |                 |                 |                 |                 |            |            |                  |                  |                  |                  |                  |                  |               |               |               |               |              |              |         |         |  |  |  |  |  |  |  |  |  |  |  |  |  |  |  |  |  |  |  |  |  |  |  |  |  |  |  |  |  |  |  |  |  |  |  |  |  |  |
|  |  |            |            |            |            |                   |                   |                   |                   | مسعود یکم         | مسعود یکم         | مسعود یکم       | مسعود یکم       | مسعود یکم       | مسعود یکم       |                 |                 |                 |                 | ملکشاه دوم | ملکشاه دوم | ملکشاه دوم | ملکشاه دوم | ملکشاه دوم | ملکشاه دوم |  |  | محمود یکم | محمود یکم | محمود یکم  | محمود یکم  | محمود یکم  | محمود یکم  |            |            | احمد سنجر        | احمد سنجر  | احمد سنجر  | احمد سنجر  | احمد سنجر | احمد سنجر |           |           | محمد یکم سلجوقی | محمد یکم سلجوقی | محمد یکم سلجوقی | محمد یکم سلجوقی | محمد یکم سلجوقی | محمد یکم سلجوقی |            |            | داود             | داود             | داود             | داود             | داود             | داود             |               |               | برکیارق       | برکیارق       | برکیارق      | برکیارق      | برکیارق | برکیارق |  |  |  |  |  |  |  |  |  |  |  |  |  |  |  |  |  |  |  |  |  |  |  |  |  |  |  |  |  |  |  |  |  |  |  |  |  |  |
|  |  |            |            |            |            |                   |                   |                   |                   | مسعود یکم         | مسعود یکم         | مسعود یکم       | مسعود یکم       | مسعود یکم       | مسعود یکم       |                 |                 |                 |                 | ملکشاه دوم | ملکشاه دوم | ملکشاه دوم | ملکشاه دوم | ملکشاه دوم | ملکشاه دوم |  |  | محمود یکم | محمود یکم | محمود یکم  | محمود یکم  | محمود یکم  | محمود یکم  |            |            | احمد سنجر        | احمد سنجر  | احمد سنجر  | احمد سنجر  | احمد سنجر | احمد سنجر |           |           | محمد یکم سلجوقی | محمد یکم سلجوقی | محمد یکم سلجوقی | محمد یکم سلجوقی | محمد یکم سلجوقی | محمد یکم سلجوقی |            |            | داود             | داود             | داود             | داود             | داود             | داود             |               |               | برکیارق       | برکیارق       | برکیارق      | برکیارق      | برکیارق | برکیارق |  |  |  |  |  |  |  |  |  |  |  |  |  |  |  |  |  |  |  |  |  |  |  |  |  |  |  |  |  |  |  |  |  |  |  |  |  |  |
|  |  |            |            |            |            |                   |                   |                   |                   |                   |                   |                 |                 |                 |                 |                 |                 |                 |                 |            |            |            |            |            |            |  |  |           |           |            |            |            |            |            |            |                  |            |            |            |           |           |           |           |                 |                 |                 |                 |                 |                 |            |            |                  |                  |                  |                  |                  |                  |               |               |               |               |              |              |         |         |  |  |  |  |  |  |  |  |  |  |  |  |  |  |  |  |  |  |  |  |  |  |  |  |  |  |  |  |  |  |  |  |  |  |  |  |  |  |
|  |  |            |            |            |            |                   |                   |                   |                   | قلیچ ارسلان دوم   | قلیچ ارسلان دوم   | قلیچ ارسلان دوم | قلیچ ارسلان دوم | قلیچ ارسلان دوم | قلیچ ارسلان دوم |                 |                 |                 |                 |            |            |            |            |            |            |  |  |           |           | طغرل دوم   | طغرل دوم   | طغرل دوم   | طغرل دوم   | طغرل دوم   | طغرل دوم   |                  |            | محمود دوم  | محمود دوم  | محمود دوم | محمود دوم | محمود دوم | محمود دوم |                 |                 | سلیمان‌شاه       | سلیمان‌شاه       | سلیمان‌شاه       | سلیمان‌شاه       | سلیمان‌شاه  | سلیمان‌شاه  |                  |                  | مسعود            | مسعود            | مسعود            | مسعود            | مسعود         | مسعود         |               |               |              |              |         |         |  |  |  |  |  |  |  |  |  |  |  |  |  |  |  |  |  |  |  |  |  |  |  |  |  |  |  |  |  |  |  |  |  |  |  |  |  |  |
|  |  |            |            |            |            |                   |                   |                   |                   | قلیچ ارسلان دوم   | قلیچ ارسلان دوم   | قلیچ ارسلان دوم | قلیچ ارسلان دوم | قلیچ ارسلان دوم | قلیچ ارسلان دوم |                 |                 |                 |                 |            |            |            |            |            |            |  |  |           |           | طغرل دوم   | طغرل دوم   | طغرل دوم   | طغرل دوم   | طغرل دوم   | طغرل دوم   |                  |            | محمود دوم  | محمود دوم  | محمود دوم | محمود دوم | محمود دوم | محمود دوم |                 |                 | سلیمان‌شاه       | سلیمان‌شاه       | سلیمان‌شاه       | سلیمان‌شاه       | سلیمان‌شاه  | سلیمان‌شاه  |                  |                  | مسعود            | مسعود            | مسعود            | مسعود            | مسعود         | مسعود         |               |               |              |              |         |         |  |  |  |  |  |  |  |  |  |  |  |  |  |  |  |  |  |  |  |  |  |  |  |  |  |  |  |  |  |  |  |  |  |  |  |  |  |  |
|  |  |            |            |            |            |                   |                   |                   |                   |                   |                   |                 |                 |                 |                 |                 |                 |                 |                 |            |            |            |            |            |            |  |  |           |           |            |            |            |            |            |            |                  |            |            |            |           |           |           |           |                 |                 |                 |                 |                 |                 |            |            |                  |                  |                  |                  |                  |                  |               |               |               |               |              |              |         |         |  |  |  |  |  |  |  |  |  |  |  |  |  |  |  |  |  |  |  |  |  |  |  |  |  |  |  |  |  |  |  |  |  |  |  |  |  |  |
|  |  |            |            |            |            | کیخسرو یکم        | کیخسرو یکم        | کیخسرو یکم        | کیخسرو یکم        | کیخسرو یکم        | کیخسرو یکم        |                 |                 | سلیمان دوم      | سلیمان دوم      | سلیمان دوم      | سلیمان دوم      | سلیمان دوم      | سلیمان دوم      |            |            |            |            |            |            |  |  |           |           | محمد دوم   | محمد دوم   | محمد دوم   | محمد دوم   | محمد دوم   | محمد دوم   |                  |            | داود       | داود       | داود      | داود      | داود      | داود      |                 |                 | ملکشاه سوم      | ملکشاه سوم      | ملکشاه سوم      | ملکشاه سوم      | ملکشاه سوم | ملکشاه سوم |                  |                  |                  |                  |                  |                  |               |               |               |               |              |              |         |         |  |  |  |  |  |  |  |  |  |  |  |  |  |  |  |  |  |  |  |  |  |  |  |  |  |  |  |  |  |  |  |  |  |  |  |  |  |  |
|  |  |            |            |            |            | کیخسرو یکم        | کیخسرو یکم        | کیخسرو یکم        | کیخسرو یکم        | کیخسرو یکم        | کیخسرو یکم        |                 |                 | سلیمان دوم      | سلیمان دوم      | سلیمان دوم      | سلیمان دوم      | سلیمان دوم      | سلیمان دوم      |            |            |            |            |            |            |  |  |           |           | محمد دوم   | محمد دوم   | محمد دوم   | محمد دوم   | محمد دوم   | محمد دوم   |                  |            | داود       | داود       | داود      | داود      | داود      | داود      |                 |                 | ملکشاه سوم      | ملکشاه سوم      | ملکشاه سوم      | ملکشاه سوم      | ملکشاه سوم | ملکشاه سوم |                  |                  |                  |                  |                  |                  |               |               |               |               |              |              |         |         |  |  |  |  |  |  |  |  |  |  |  |  |  |  |  |  |  |  |  |  |  |  |  |  |  |  |  |  |  |  |  |  |  |  |  |  |  |  |
|  |  |            |            |            |            | کیکاوس یکم        | کیکاوس یکم        | کیکاوس یکم        | کیکاوس یکم        | کیکاوس یکم        | کیکاوس یکم        |                 |                 | قلیچ ارسلان سوم | قلیچ ارسلان سوم | قلیچ ارسلان سوم | قلیچ ارسلان سوم | قلیچ ارسلان سوم | قلیچ ارسلان سوم |            |            |            |            |            |            |  |  |           |           |            |            |            |            |            |            |                  |            |            |            |           |           |           |           |                 |                 |                 |                 |                 |                 |            |            |                  |                  |                  |                  |                  |                  |               |               |               |               |              |              |         |         |  |  |  |  |  |  |  |  |  |  |  |  |  |  |  |  |  |  |  |  |  |  |  |  |  |  |  |  |  |  |  |  |  |  |  |  |  |  |
|  |  |            |            |            |            | کیکاوس یکم        | کیکاوس یکم        | کیکاوس یکم        | کیکاوس یکم        | کیکاوس یکم        | کیکاوس یکم        |                 |                 | قلیچ ارسلان سوم | قلیچ ارسلان سوم | قلیچ ارسلان سوم | قلیچ ارسلان سوم | قلیچ ارسلان سوم | قلیچ ارسلان سوم |            |            |            |            |            |            |  |  |           |           |            |            |            |            |            |            |                  |            |            |            |           |           |           |           |                 |                 |                 |                 |                 |                 |            |            |                  |                  |                  |                  |                  |                  |               |               |               |               |              |              |         |         |  |  |  |  |  |  |  |  |  |  |  |  |  |  |  |  |  |  |  |  |  |  |  |  |  |  |  |  |  |  |  |  |  |  |  |  |  |  |
|  |  |            |            |            |            | کیقباد یکم        |                   |                   |                   |                   |                   |                 |                 |                 |                 |                 |                 |                 |                 |            |            |            |            |            |            |  |  |           |           |            |            |            |            |            |            |                  |            |            |            |           |           |           |           |                 |                 |                 |                 |                 |                 |            |            |                  |                  |                  |                  |                  |                  |               |               |               |               |              |              |         |         |  |  |  |  |  |  |  |  |  |  |  |  |  |  |  |  |  |  |  |  |  |  |  |  |  |  |  |  |  |  |  |  |  |  |  |  |  |  |
|  |  |            |            |            |            |                   |                   |                   |                   |                   |                   |                 |                 |                 |                 |                 |                 |                 |                 |            |            |            |            |            |            |  |  |           |           |            |            |            |            |            |            |                  |            |            |            |           |           |           |           |                 |                 |                 |                 |                 |                 |            |            |                  |                  |                  |                  |                  |                  |               |               |               |               |              |              |         |         |  |  |  |  |  |  |  |  |  |  |  |  |  |  |  |  |  |  |  |  |  |  |  |  |  |  |  |  |  |  |  |  |  |  |  |  |  |  |
|  |  |            |            |            |            | کیخسرو دوم        |                   |                   |                   |                   |                   |                 |                 |                 |                 |                 |                 |                 |                 |            |            |            |            |            |            |  |  |           |           |            |            |            |            |            |            |                  |            |            |            |           |           |           |           |                 |                 |                 |                 |                 |                 |            |            |                  |                  |                  |                  |                  |                  |               |               |               |               |              |              |         |         |  |  |  |  |  |  |  |  |  |  |  |  |  |  |  |  |  |  |  |  |  |  |  |  |  |  |  |  |  |  |  |  |  |  |  |  |  |  |
|  |  |            |            |            |            |                   |                   |                   |                   |                   |                   |                 |                 |                 |                 |                 |                 |                 |                 |            |            |            |            |            |            |  |  |           |           |            |            |            |            |            |            |                  |            |            |            |           |           |           |           |                 |                 |                 |                 |                 |                 |            |            |                  |                  |                  |                  |                  |                  |               |               |               |               |              |              |         |         |  |  |  |  |  |  |  |  |  |  |  |  |  |  |  |  |  |  |  |  |  |  |  |  |  |  |  |  |  |  |  |  |  |  |  |  |  |  |
|  |  |            |            |            |            |                   |                   |                   |                   |                   |                   |                 |                 |                 |                 |                 |                 |                 |                 |            |            |            |            |            |            |  |  |           |           |            |            |            |            |            |            |                  |            |            |            |           |           |           |           |                 |                 |                 |                 |                 |                 |            |            |                  |                  |                  |                  |                  |                  |               |               |               |               |              |              |         |         |  |  |  |  |  |  |  |  |  |  |  |  |  |  |  |  |  |  |  |  |  |  |  |  |  |  |  |  |  |  |  |  |  |  |  |  |  |  |
|  |  | کیقباد دوم | کیقباد دوم | کیقباد دوم | کیقباد دوم | کیقباد دوم        | کیقباد دوم        |                   |                   | کیکاوس دوم        | کیکاوس دوم        | کیکاوس دوم      | کیکاوس دوم      | کیکاوس دوم      | کیکاوس دوم      |                 |                 |                 |                 | کیقباد سوم | کیقباد سوم | کیقباد سوم | کیقباد سوم | کیقباد سوم | کیقباد سوم |  |  |           |           |            |            |            |            |            |            |                  |            |            |            |           |           |           |           |                 |                 |                 |                 |                 |                 |            |            |                  |                  |                  |                  |                  |                  |               |               |               |               |              |              |         |         |  |  |  |  |  |  |  |  |  |  |  |  |  |  |  |  |  |  |  |  |  |  |  |  |  |  |  |  |  |  |  |  |  |  |  |  |  |  |
|  |  | کیقباد دوم | کیقباد دوم | کیقباد دوم | کیقباد دوم | کیقباد دوم        | کیقباد دوم        |                   |                   | کیکاوس دوم        | کیکاوس دوم        | کیکاوس دوم      | کیکاوس دوم      | کیکاوس دوم      | کیکاوس دوم      |                 |                 |                 |                 | کیقباد سوم | کیقباد سوم | کیقباد سوم | کیقباد سوم | کیقباد سوم | کیقباد سوم |  |  |           |           |            |            |            |            |            |            |                  |            |            |            |           |           |           |           |                 |                 |                 |                 |                 |                 |            |            |                  |                  |                  |                  |                  |                  |               |               |               |               |              |              |         |         |  |  |  |  |  |  |  |  |  |  |  |  |  |  |  |  |  |  |  |  |  |  |  |  |  |  |  |  |  |  |  |  |  |  |  |  |  |  |
|  |  |            |            |            |            |                   |                   |                   |                   |                   |                   |                 |                 |                 |                 |                 |                 |                 |                 |            |            |            |            |            |            |  |  |           |           |            |            |            |            |            |            |                  |            |            |            |           |           |           |           |                 |                 |                 |                 |                 |                 |            |            |                  |                  |                  |                  |                  |                  |               |               |               |               |              |              |         |         |  |  |  |  |  |  |  |  |  |  |  |  |  |  |  |  |  |  |  |  |  |  |  |  |  |  |  |  |  |  |  |  |  |  |  |  |  |  |
|  |  |            |            |            |            |                   |                   |                   |                   |                   |                   |                 |                 |                 |                 |                 |                 |                 |                 |            |            |            |            |            |            |  |  |           |           |            |            |            |            |            |            |                  |            |            |            |           |           |           |           |                 |                 |                 |                 |                 |                 |            |            |                  |                  |                  |                  |                  |                  |               |               |               |               |              |              |         |         |  |  |  |  |  |  |  |  |  |  |  |  |  |  |  |  |  |  |  |  |  |  |  |  |  |  |  |  |  |  |  |  |  |  |  |  |  |  |
|  |  |            |            |            |            | قلیچ ارسلان چهارم | قلیچ ارسلان چهارم | قلیچ ارسلان چهارم | قلیچ ارسلان چهارم | قلیچ ارسلان چهارم | قلیچ ارسلان چهارم |                 |                 | مسعود دوم       | مسعود دوم       | مسعود دوم       | مسعود دوم       | مسعود دوم       | مسعود دوم       |            |            |            |            |            |            |  |  |           |           |            |            |            |            |            |            |                  |            |            |            |           |           |           |           |                 |                 |                 |                 |                 |                 |            |            |                  |                  |                  |                  |                  |                  |               |               |               |               |              |              |         |         |  |  |  |  |  |  |  |  |  |  |  |  |  |  |  |  |  |  |  |  |  |  |  |  |  |  |  |  |  |  |  |  |  |  |  |  |  |  |
|  |  |            |            |            |            | قلیچ ارسلان چهارم | قلیچ ارسلان چهارم | قلیچ ارسلان چهارم | قلیچ ارسلان چهارم | قلیچ ارسلان چهارم | قلیچ ارسلان چهارم |                 |                 | مسعود دوم       | مسعود دوم       | مسعود دوم       | مسعود دوم       | مسعود دوم       | مسعود دوم       |            |            |            |            |            |            |  |  |           |           |            |            |            |            |            |            |                  |            |            |            |           |           |           |           |                 |                 |                 |                 |                 |                 |            |            |                  |                  |                  |                  |                  |                  |               |               |               |               |              |              |         |         |  |  |  |  |  |  |  |  |  |  |  |  |  |  |  |  |  |  |  |  |  |  |  |  |  |  |  |  |  |  |  |  |  |  |  |  |  |  |
|  |  |            |            |            |            | کیخسرو سوم        |                   |                   |                   |                   |                   |                 |                 |                 |                 |                 |                 |                 |                 |            |            |            |            |            |            |  |  |           |           |            |            |            |            |            |            |                  |            |            |            |           |           |           |           |                 |                 |                 |                 |                 |                 |            |            |                  |                  |                  |                  |                  |                  |               |               |               |               |              |              |         |         |  |  |  |  |  |  |  |  |  |  |  |  |  |  |  |  |  |  |  |  |  |  |  |  |  |  |  |  |  |  |  |  |  |  |  |  |  |  |

## منبع‌شناسی
برای مطالعه و تحقیق پیرامون حکومت سلجوقیان و سلاطین آن، از منابع متفاوتی می‌توان یاری گرفت که در ادامه ذکر خواهند شد.